# Шишкин, Иван Иванович
Ива́н Ива́нович Ши́шкин (13 (25) января 1832, Елабуга, Вятская губерния — 8 (20) марта 1898, Санкт-Петербург) — русский живописец и график, один из самых знаменитых пейзажистов пореформенной эпохи, создатель хрестоматийной картины «Утро в сосновом лесу». Академик (с 1865), профессор (с 1873) и действительный член (с 1893; по новому уставу) Императорской Академии художеств, профессор-руководитель пейзажной мастерской Высшего художественного училища (1894—1895). Один из членов-учредителей Товарищества передвижников (с 1870).

## Биография

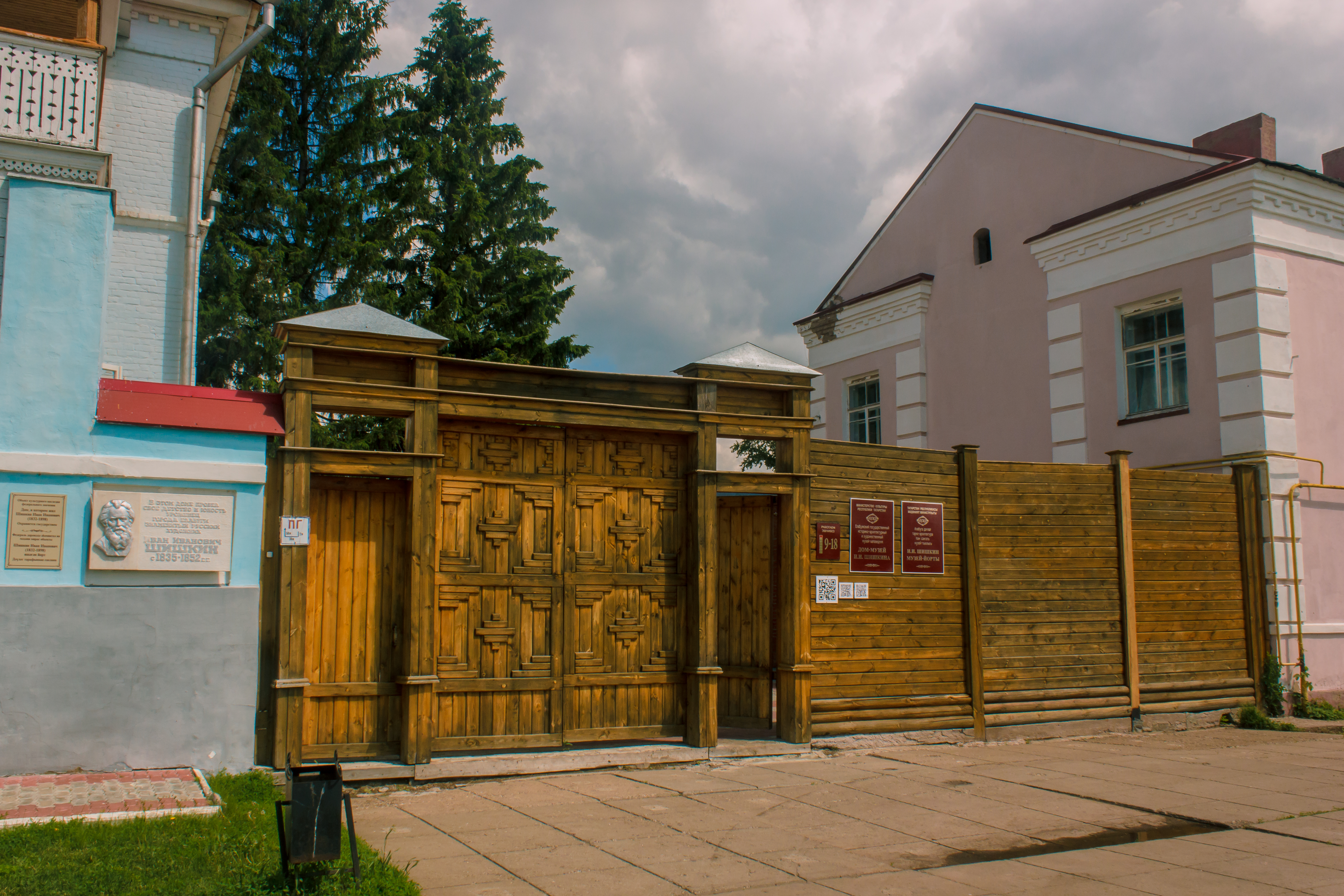
Дом, в котором жил Шишкин

Иван Шишкин родился 13 (25) января 1832 года года в Елабуге. Происходил из елабужских купцов, сын хлеботорговца Ивана Васильевича Шишкина (1792—1872). Дед художника — дворцовый крестьянин Василий Афанасьевич Шишкин-Серебряков (около 1764—16.11.1827) — записался в елабужские купцы 3-й гильдии в 1792 г.. На сегодняшний день известно трёхсотлетнее древо Шишкиных.

И. Н. Крамской. Портрет И. И. Шишкина. 1873. Холст, масло. 112 × 80 см. Третьяковская галерея, Москва.

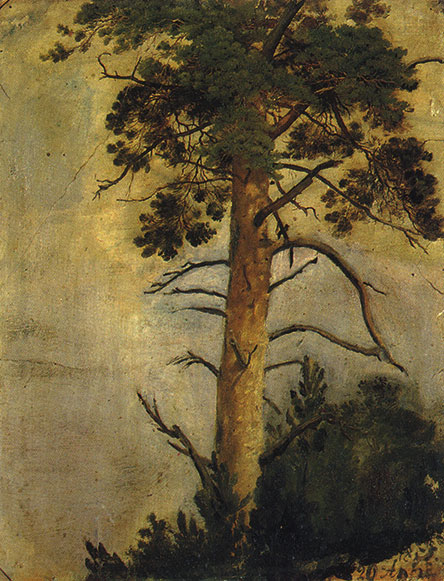
Сосна на скале (этюд). 1855

В 12 лет был определён в Первую Казанскую мужскую гимназию, но, проучившись в ней пять классов, вернулся домой, в Елабугу, где прожил четыре года. В 1852 году поступил в Московское училище живописи и ваяния, где проучился до 1856 года. Окончив курс училища, с 1857 года продолжил образование в Императорской Академии художеств, где числился учеником профессора-пейзажиста Сократа Воробьёва.
В Академии Шишкин особенно сдружился со своими товарищами по классу профессора Воробьёва, художниками-единомышленниками Александром Гине и Павлом Джогиным. В 1857 году они вместе работали в местечке Дубки на берегу Финского залива около Сестрорецка. В последующие годы они вместе ездили на остров Валаам на Ладожском озере, известный своим богатым монастырём. Благодаря этим поездкам Шишкин улучшил свой навык в области натуры, научился точно передавать её кистью и карандашом.
Уже в первый год пребывания в Академии Шишкину были присуждены две малые серебряные медали: за картину «Вид в окрестностях Петербурга» (1856) и за рисунки, выполненные летом в Дубках. В 1858 году получил большую серебряную медаль за этюд «Сосна на Валааме», в 1859 году — малую золотую медаль за пейзаж «Ущелье на Валааме» и, наконец, в 1860 году — большую золотую медаль за две картины одного названия «Вид на острове Валааме. Местность Кукко».
В 1860 году Шишкин, Гине и Джогин обратились в Совет Академии художеств с просьбой о выдаче им денежного пособия на издание их этюдов посредством литографии. Совет постановил «за принимаемые ими на себя труды по опытам литографии выдать денежное вознаграждение в количестве 150 рублей серебром на всех трёх и объявить им признательность Совета, а г. профессора Воробьёва благодарить за успехи тех его учеников».
Приобретя вместе с этой последней наградой право на поездку за границу в качестве пенсионера Академии, художник отправился в 1861 году в Мюнхен, где посетил мастерские известных художников братьев Бенно и Франца Адамов, пользовавшихся большой популярностью анималистов. В 1863 году Шишкин перебрался в Цюрих, где под руководством профессора Р. Коллера, считавшегося тогда одним из лучших изобразителей животных, срисовывал и писал последних с натуры. В Цюрихе попробовал впервые гравировать «царской водкой». Отсюда Шишкин совершил экскурсию в Женеву для ознакомления с работами Ф. Диде и А. Калама. В 1864—1865 годах художник переехал в Дюссельдорф, где посещал Дюссельдорфскую художественную школу. Там же он написал по заказу коллекционера Н. Быкова «Вид в окрестностях Дюссельдорфа» — картину, за которую Императорская Академия художеств присвоила ему звание академика. За границей, помимо живописи, Шишкин много занимался рисунками пером, которые приводили в удивление иностранцев. Некоторые из его рисунков были помещены в Дюссельдорфском музее рядом с рисунками таких первоклассных европейских мастеров, как А. Ахенбах и К. Ф. Лессинг.
Затосковав по родине, в 1866 году Иван Иванович вернулся в Петербург до истечения срока своего пенсионерства, и в том же году в Москве были выставлены его картина «Воздух» и 6 рисунков. С той поры Шишкин нередко совершал путешествия с художественной целью по России, почти ежегодно выставлял свои произведения в Академии. В 1868 году Академия художеств присвоила Шишкину звание профессора (за картины «Сосновый лес» и «Чем на мост нам идти, поищем лучше броду»), но великая княгиня Мария Николаевна, президент АХ, вместо этого награждает художника орденом Святого Станислава 3-й степени. На Всемирной выставке (1867) Шишкин выставил несколько рисунков и картину «Вид из окрестностей Дюссельдорфа». После того, как было учреждено Товарищество передвижных выставок, экспонировал на его выставках свои рисунки пером. С 1870 года, примкнув к образовавшемуся в Санкт-Петербурге кружку аквафортистов, снова стал заниматься гравированием «царской водкой», которое уже не покидал до конца своей жизни, посвящая этому почти столько же времени, сколько и живописи. Все эти работы с каждым годом упрочивали за ним репутацию одного из лучших русских живописцев пейзажа и бесподобного аквафортиста. Владел усадьбой в деревне Выра (ныне — Гатчинский район Ленинградской области).
В 1873 году Академия художеств присвоила Шишкину звание профессора за приобретённую у него картину «Лесная глушь». После вступления в действие нового устава Академии, в 1892 году Шишкин был приглашён руководить её учебной пейзажной мастерской, но по различным обстоятельствам исполнял эту должность недолго. Скончался скоропостижно от разрыва сердца в Санкт-Петербурге 8 (20) марта 1898 года, сидя за мольбертом перед новой картиной. Был похоронен на Смоленском православном кладбище; в 1950 году останки и надгробие были перенесены на Тихвинское кладбище — Некрополь мастеров искусств.

## Творчество

И. Н. Крамской. Портрет И. И. Шишкина. 1880. Холст, масло. 115,5 × 83,5 см. Русский музей, Санкт-Петербург.

Среди русских пейзажистов Шишкин считается одним из величайших.
«Во всех своих произведениях он является знатоком растительных форм, воспроизводящим их с тонким пониманием, как общего характера, так и мельчайших отличительных черт любых деревьев, кустов и трав. Брался ли он за изображение соснового или елового леса, отдельные сосны и ели, точно так же, как и их совокупность, получали у него свою истинную физиономию, без всяких прикрас или преуменьшений, — тот вид и с теми частностями, которые вполне объясняются и обуславливаются почвой и климатом, где художник заставлял их расти. Изображал ли он дубы или берёзы, они принимали у него донельзя правдивые формы в листве, ветвях, стволах, кореньях и во всех подробностях. Сама местность под деревьями — камни, песок или глина, неровности почвы, поросшие папоротниками и другими лесными травами, сухие листья, хворост, валежник и прочее — получала в картинах и рисунках Шишкина вид совершенной действительности.
Но эта реалистичность нередко вредила его пейзажам: во многих из них она заслоняла собой общее настроение, сообщала им характер не картин, задуманных не с целью возбуждать в зрителе то или другое чувство, а случайных, хотя и превосходных этюдов. Нужно также заметить, что с Шишкиным повторилось то, что бывает почти со всяким особенно сильным художником: наука форм далась ему в ущерб для колорита, который, не будучи у него слабым и негармоничным, всё-таки не стоит на одном уровне с мастерским рисунком. Поэтому талант Шишкина иногда гораздо ярче высказывается в одноцветных рисунках и офортах, чем в таких работах, в которых он пользовался многими красками» , — считают некоторые критики.
В 1880-е годы Шишкин создал много картин, в сюжетах которых по-прежнему обращается преимущественно к жизни русского леса, русских лугов и полей, впрочем, затрагивая и такие мотивы, как морское побережье Балтики. Основные черты его искусства сохраняются и теперь, но художник отнюдь не остаётся неподвижно на творческих позициях, выработанных к концу семидесятых годов. Такие полотна, как «Ручей в лесу (На косогоре)» (1880), «Заповедник. Сосновый бор» (1881), «Сосновый лес» (1885), «В сосновом лесу» (1887) и другие по характеру близки работам предшествующего десятилетия. Однако трактованы они с большей живописной свободой. В лучших пейзажах Шишкина этого времени находят отражение общие для русского изобразительного искусства тенденции, преломляемые им по-своему. Художник с увлечением работает над широкими по размаху, эпическими по своему строю картинами, воспевающими просторы родной земли. Теперь всё ощутимее его стремление к передаче состояния природы, экспрессии образов, чистоте палитры. Во многих произведениях, прослеживая цветовые и световые градации, Шишкин использует принципы тональной живописи.
Картины Шишкина покупал Александр III («Корабельная роща»), великий князь Павел Александрович («Дубы», рисунок пером).
Помимо пейзажей Шишкин создавал жанровые работы, менее известные публике («Перед зеркалом. За чтением письма», «Крестьянка, сходящая с лестницы»).

### Местонахождение работ Шишкина
- Дом-музей И. И. Шишкина в Елабуге
- Государственная Третьяковская галерея: «Рубка леса» (1867), «Полдень в окрестности Москвы», «Сосновый лес», «Горелый лес», «Рожь», «Дебри», «Пасека», «Дождь в дубовом лесу» (1891), «Еловый лес» и «Утро в сосновом лесу», а также семнадцать мастерских рисунков.
- Русский музей: «Корабельная роща», «Полянка с соснами», «Лесная глушь» и «Поляна», а также пять этюдов и два рисунка. Государственный русский музей в Санкт-Петербурге обладает многими картинами, среди которых: «Вид в окрестностях Петербурга» (1856), «Вид в окрестностях Дюссельдорфа» (1856), «Тевтобургский лес» (1865), «За грибами» (1870), «Ручей в берёзовом лесу» (1889), «У берегов Финского залива (Удриас близ Нарвы)» (1889), «Остров Крестовский, погружённый в туман» и другими, также этюдами и рисунками.
- В Московский публичный музей поступили, по завещанию К. Солдатенкова, картина «Вид в окрестностях Москвы» и один рисунок.

Кроме того, картины находятся и в других галереях и музеях:
- Рязанский государственный областной художественный музей имени И. П. Пожалостина («Опушка леса», 1890);
- Вятский художественный музей имени В. М. и А. М. Васнецовых («Верхушки сосен», 1890-е);
- Нижнетагильский музей изобразительных искусств, Свердловская область (портрет «Итальянский мальчик», конец XIX века; «Лес», 1880-е);
- Национальный музей «Киевская картинная галерея» («Вид на острове Валааме. Этюд», 1858; «Сумерки. Заход солнца», 1874; «Первый снег», 1875, «Срубленное дерево», 1875; «Ручей в лесу», 1880; «Заповедник. Сосновый бор», 1881; «Среди долины ровныя…», 1881; «Святой ключ близ Елабуги», 1886; «Дубовая роща», 1887; «Пески», 1887; «Бурелом», 1888; «На севере диком…», 1891);
- Национальный художественный музей Республики Беларусь («Хвойный лес», 1873, «У калитки. Сиверская», 1874—1883), «Полесье», 1883);
- Национальная галерея Армении («Опушка леса», 1884);
- Самарский областной художественный музей («Поляна в лесу», 1889);
- Государственный музей изобразительных искусств Республики Татарстан, Казань («На даче», 1894; «Швейцарский пейзаж», 1866; «На покосе в дубовой роще», 1874; «Пейзаж с озером», 1886, «Обрыв», 1893; «Полянка (Лесная поляна)», 1897; «Лиственный лес», 1897);
- Нижегородский государственный объединённый музей-заповедник («Пасека», 1876; «Туманное утро», 1885; «Кама близ Елабуги», 1895[21]);
- Таганрогская картинная галерея («Лес перед грозой», 1872);
- Пермская художественная галерея («Сосновый бор с рекой вдали. Танайский бор близ Елабуги», 1878, «Золотая осень», 1888; «Верхушки сосен», 1895)[22];
- Астраханская картинная галерея имени П. М. Догадина («Полдень. Окрестности Москвы. Братцево», 1866);
- Государственный Владимиро-Суздальский историко-архитектурный и художественный музей-заповедник («Сосна. Мерикюль», 1894);
- Курская государственная картинная галерея имени А. А. Дейнеки («Валежник. Этюд к картине „Лесное кладбище“», 1893);
- Екатеринбургский музей изобразительных искусств («Скалистый берег», 1879; «Лес», 1880);
- Дальневосточный художественный музей, Хабаровск («Сосновый бор», 1895);
- Рыбинский государственный историко-архитектурный и художественный музей-заповедник, Рыбинск («Лес вечером», 1868);
- Челябинская областная картинная галерея («Опушка леса», 1879);
- Серпуховской художественно-исторический музей («Еловый лес зимой», 1884; «Лес весной», 1884, «Сестрорецкий бор», 1886);
- Калужский областной художественный музей («Берег моря», 1890);
- Псковский государственный объединённый историко-архитектурный и художественный музей-заповедник («Еловый лес», 1891);
- Львовская галерея искусств («После бури. Мери-Хови», 1891);
- Государственный музей изобразительных искусств Кыргызстана, Бишкек («Лесная сторожка», 1892);
- Пензенская областная картинная галерея имени К. А. Савицкого («Лес-осинник», 1896);
- Ташкентский художественный музей («Лесной пейзаж», 1872; «Лесная мельница», 1897)[23];
- Омский областной музей изобразительных искусств имени М. А. Врубеля («Лес», 1885, «Старые липы», 1894)[24].

### Художник-гравёр
Шишкин был гравёром-профессионалом, исполнившим по исследованиям Д. А. Ровинского, 100 офортов, 68 оригинальных литографий (22 — рисунки пером на камне и 46 — рисунки карандашом на камне), 15 работ отнесены к «Цинкографическим опытам».
Свой первый офорт «Горная дорога» Шишкин создал в 1853 году, когда учился в Московском училище живописи и ваяния. В 1863 году он бегло ознакомился с техникой офорта у Рудольфа Коллера (Швейцария), а систематически стал работать в этой технике с конца 1860-х годов. В 1871 году Шишкин стал членом-учредителем «Общества русских аквафортистов», созданного по инициативе Л. М. Жемчужникова и А. И. Сомова. Кроме обычного приёма иглой, Шишкин применял мягкий лак, акватинту, сухую иглу. В 1861 году несколько листов литографий художника было напечатано в «Русском художественном альбоме» вместе с литографиями В. Г. Перова, А. Н. Волкова, Н. П. Петрова. В 1868 году были изданы «Этюды с натуры пером на камне» с шестью литографиями. В мае 1873 года Шишкин подготовил и сам напечатал альбом «Гравюры на меди крепкой водкой И. И. Шишкина» (титульный лист и 10 офортов, среди которых такие виртуозные миниатюры, как «У костра», «Задворки», «Лесные цветы», «Перед грозой»), выпущенный как премия Императорского Общества поощрения художеств. Офорты этого альбома выполнены травленым штрихом, акватинтой, рулеткой. В 1870-х годах Шишкин провёл ряд опытов цинкографии — «выпуклого офорта». В качестве приложений к журналам «Пчела», «Свет» и «Нива» Шишкин создал более двадцати автоцинкографий (техника «выпуклого офорта»). В 1878 году Шишкин издал второй альбом «25 гравюр на меди И. И. Шишкина», который ему помог подготовить в печати его друг, пейзажист И. В. Волковский.
А. Беггров в 1884—1885 годах издал в двух альбомах сборник 24 фототипических снимков с угольных рисунков, исполненных для него Шишкиным. В 1886 году художник выпустил в свет третий альбом «Офорты И. И. Шишкина. 1885—1886», состоящий из 26 абсолютно новых гравюр. Впоследствии оттиски с досок, служившие для этого альбома, подправленные и несколько переделанные, были изданы Марксом (с прибавкой нескольких других офортов) в виде нового альбома. Последний альбом («60 офортов профессора Ив. Ив. Шишкина») вышел в свет в декабре 1894 года.

## Награды
- Орден Святого Станислава III степени (1867) — за картину «Вид в окрестностях Дюссельдорфа».
- Золотая медаль Первой Всероссийской выставки печатного дела (Санкт-Петербург) — за заслуги в области тиражной графики.

## «Утро в сосновом лесу»

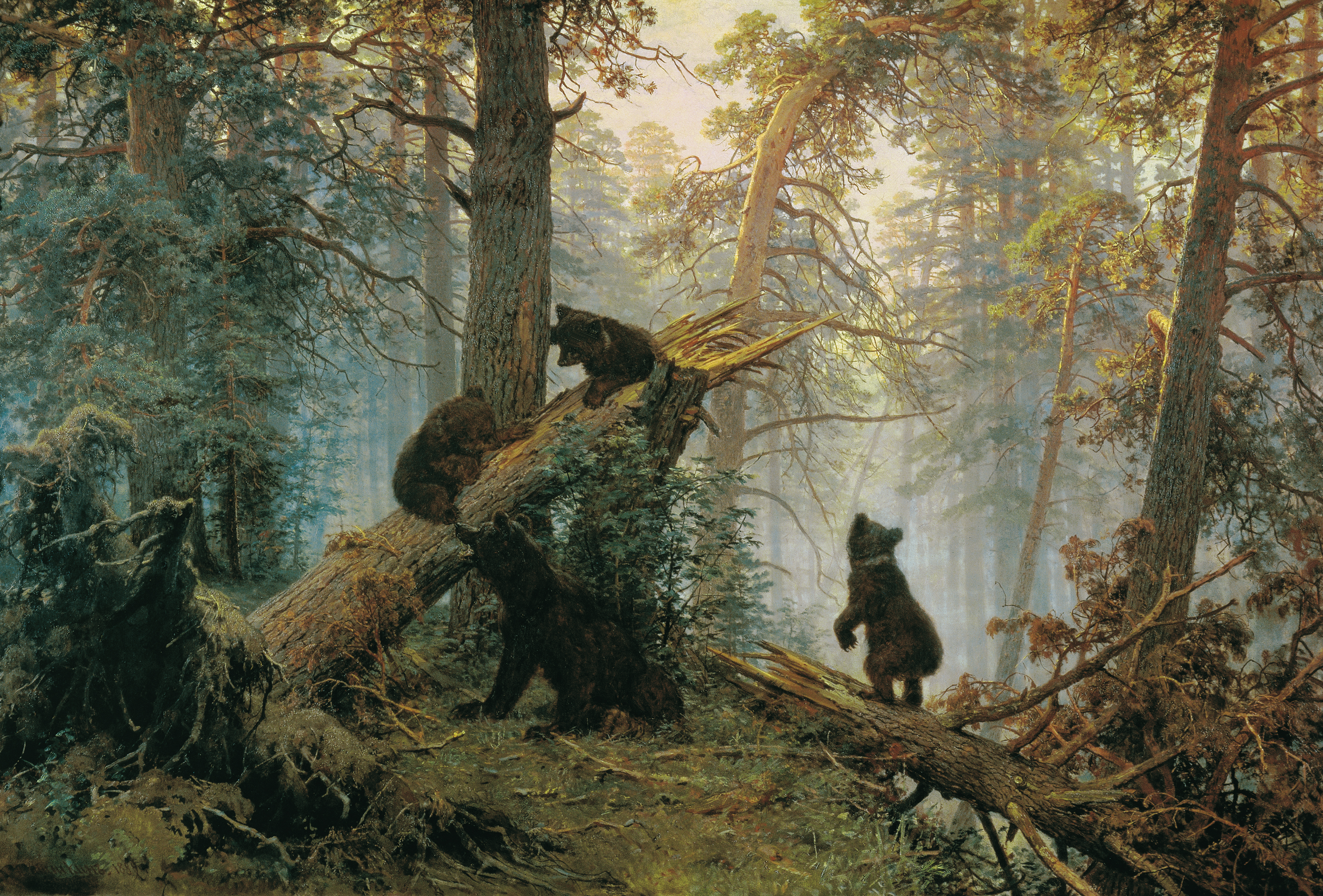
И. И. Шишкин, К. А. Савицкий. «Утро в сосновом лесу». 1889. Холст, масло. 139 × 213 см. Третьяковская галерея, Москва.

Среди всех произведений художника наиболее популярна картина «Утро в сосновом лесу». Её сюжет, возможно, был подсказан Шишкину Константином Савицким. Есть другая версия, что толчком к появлению этого полотна послужил пейзаж «Туман в сосновом лесу» (1888), написанный, по всей вероятности, как и «Бурелом», под впечатлением от поездки в вологодские леса, посещения острова Городомля на озере Селигер — территории, не тронутой человеческой цивилизацией. «Туман в сосновом лесу», имевший успех на передвижной выставке в Москве (ныне в частном собрании), мог вызвать у Шишкина и Савицкого желание написать полотно, повторяющее мотив прославленной картины, но с включением жанровой сцены.
Первоначально на панно внушительных размеров (139×213 см) медведей не было. Однако художник Константин Савицкий, хорошо знавший Шишкина, предложил дополнить картину фигурами живых существ — медведей. По просьбе Шишкина, имеющего некоторые сомнения в своих способностях анималиста, Савицкий изобразил семейку диких зверей, беззаботно играющих между корнями и стволами поваленных сосен, сделав картину динамичнее. До покупки картины Павлом Третьяковым, на ней стояли подписи двух художников: И. И. Шишкина и К. А. Савицкого. После покупки Третьяков стёр подпись Савицкого с картины.
В конце 1880-х годов глава известной конфетной фабрики Фердинанда Теодора фон Эйнема (после национализации — «Красный Октябрь») решил придать одному из видов продукции парадный вид. С владельцем картины «Утро в сосновом лесу» заключили договор, получив тем самым возможность снять копию с шедевра. Первую партию конфет «Мишка Косолапый» фабрика выпустила в начале 1890-х годов. Конфеты получили высший знак отличия на Всероссийской промышленно-художественной выставке в Нижнем Новгороде (1896), а в 1900 году на Всемирной выставке в Париже завоевали Гран-при. Авторство дизайна знаменитых конфет принадлежит художнику Мануилу Андрееву, который в 1913 году поместил на обёртку сюжет картины «Утро в сосновом лесу» в обрамлении зелёных еловых веток и нарисовал шестиконечные Вифлеемские звёзды, так как в те годы конфеты были самым дорогим и желанным подарком именно на Рождество.

## Семья

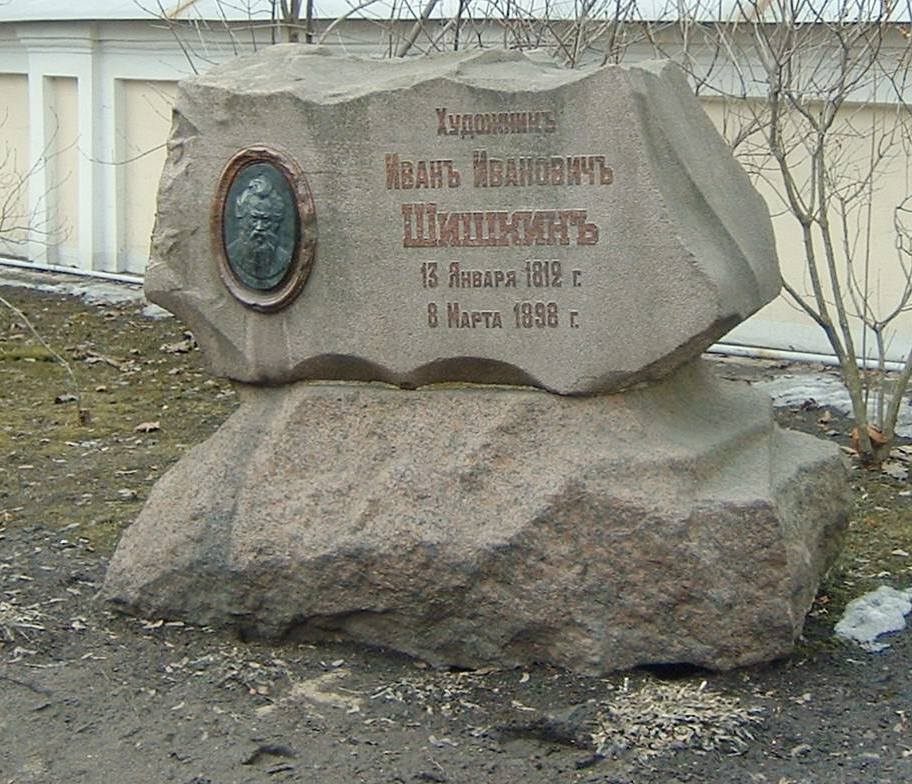
Могила И. И. Шишкина на Тихвинском кладбище в Александро-Невской лавре (Санкт-Петербург).

Первая жена (с 28 октября 1868) Евгения Александровна Васильева (1847—1874), родная сестра художника-пейзажиста Фёдора Васильева. В этом браке у Шишкина было трое детей: сыновья Владимир (1871—1873) и Константин (1873—1875), умершие в младенчестве, и дочь Лидия (1869—1931). Свою жену Шишкин изобразил на двух картинах: «Дама с собачкой» (1868) и «Перед зеркалом. За чтением письма» (1870).
Вторая жена Ольга Антоновна (урождённая Лагода; 1850—1881) — пейзажистка, ученица Шишкина. У них 21 июня 1881 года родилась дочь Ксения, которую после смерти матери воспитала её сестра Виктория Антоновна Лагода.
Племянник Шишкина — купец 1-й гильдии Николай Стахеев (1852—1933), который также родом из Елабуги. Николай Стахеев, как и его отец Дмитрий (1819—1888) оказывали большую поддержку Шишкину, были его близкими друзьями, покупали многие из картин художника. В усадьбе Николая Стахеева в Москве, построенной уже после смерти художника, была галерея картин Шишкина.

## Адреса в Санкт-Петербурге
- 1880—1882 — 5-я линия Васильевского острова, 10;
- 1882 — 08.03.1898 года — 5-я линия, 30, доходный дом И. Н. Шмидта.

## Память
Мыс Шишкина — южный мыс бухты Тыртова в заливе Чекина на востоке Северного острова Новой Земли. Назван зимой 1901—1902 гг. художником А. А. Борисовым в честь своего учителя И. И. Шишкина.
В Елабуге установлен памятник И. И. Шишкину. С 1962 года в городе действует Дом-музей И. И. Шишкина, рядом с которым расположены Шишкинские пруды, основанные отцом И. И. Шишкина. Именем Шишкина названа Детская художественная школа № 1 и улица.
В 2008 году Елабужский государственный историко-архитектурный и художественный музей-заповедник выпустил набор открыток «И. И. Шишкин в портретах».
Ряд улиц в различных городах России назван в честь И. И. Шишкина.
19 октября 1994 года в честь И. И. Шишкина назван астероид (3558) Шишкин, открытый в 1978 году советским астрономом Л. В. Журавлёвой.

Памятник в Елабуге
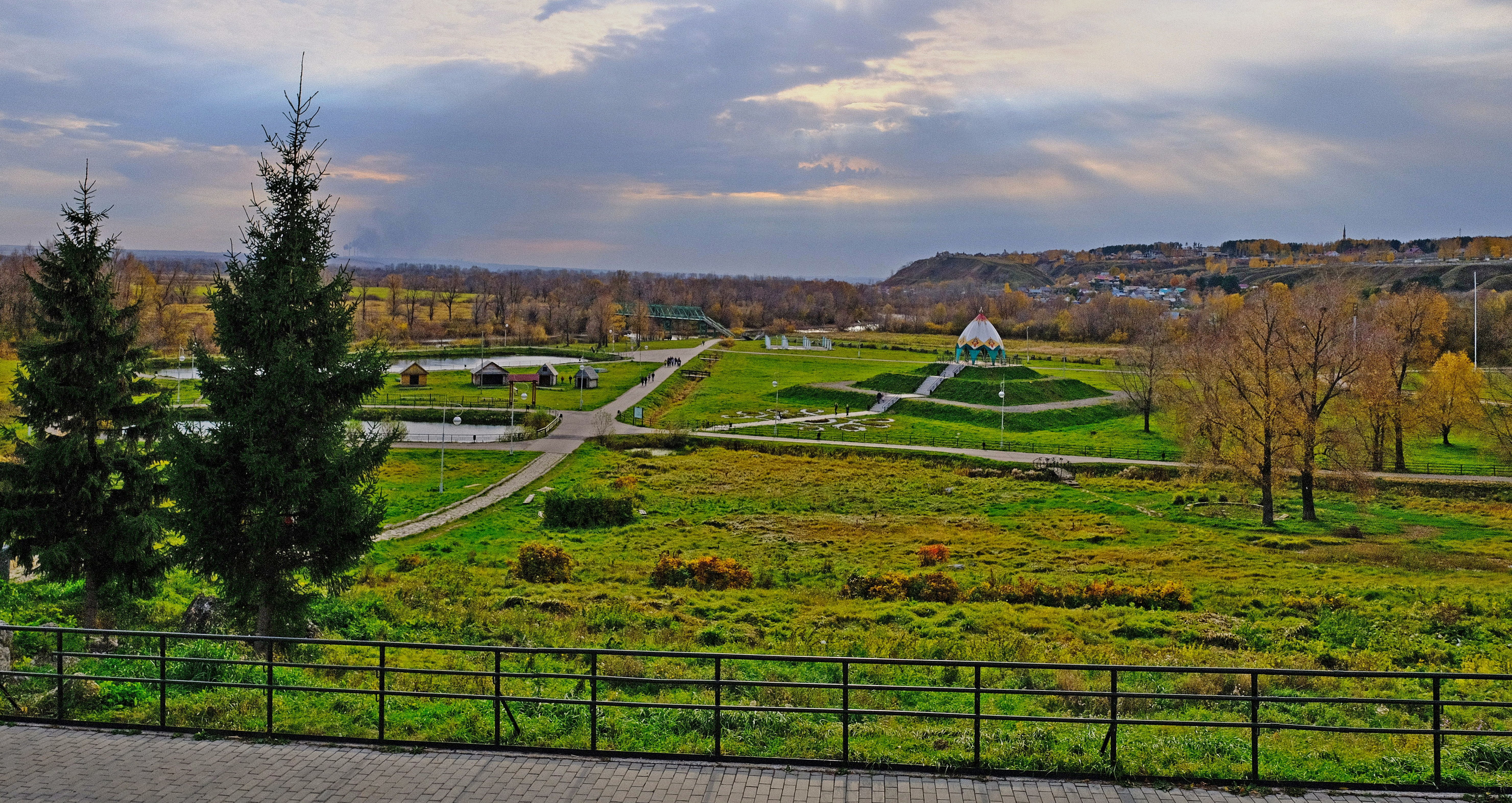
Парк «Шишкинские пруды» в Елабуге
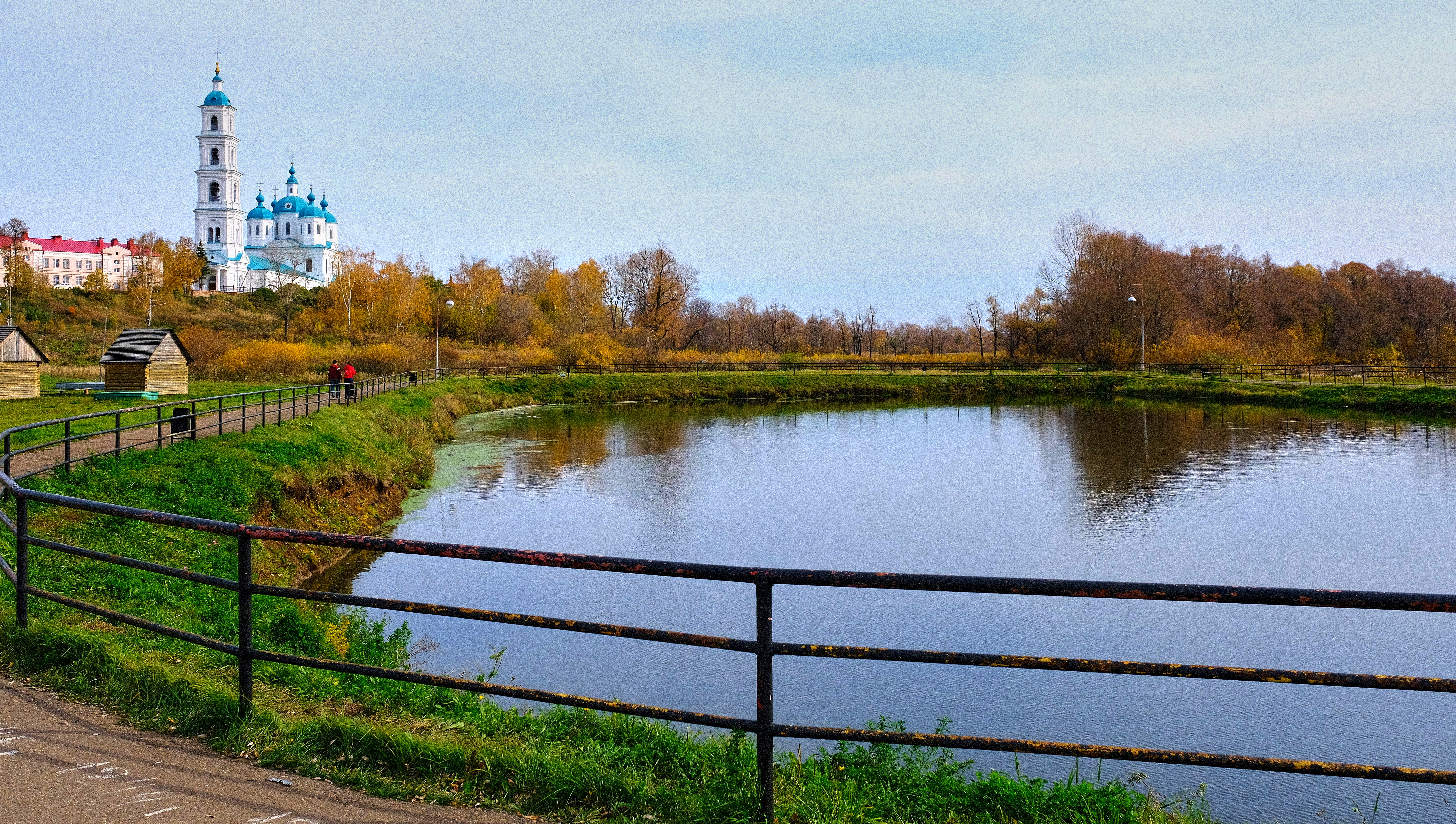
Парк «Шишкинские пруды» в Елабуге

### В филателии
В СССР и Российской Федерации неоднократно выпускались марки, отмечавшие юбилейные даты И. И. Шишкина и воспроизводившие его работы.

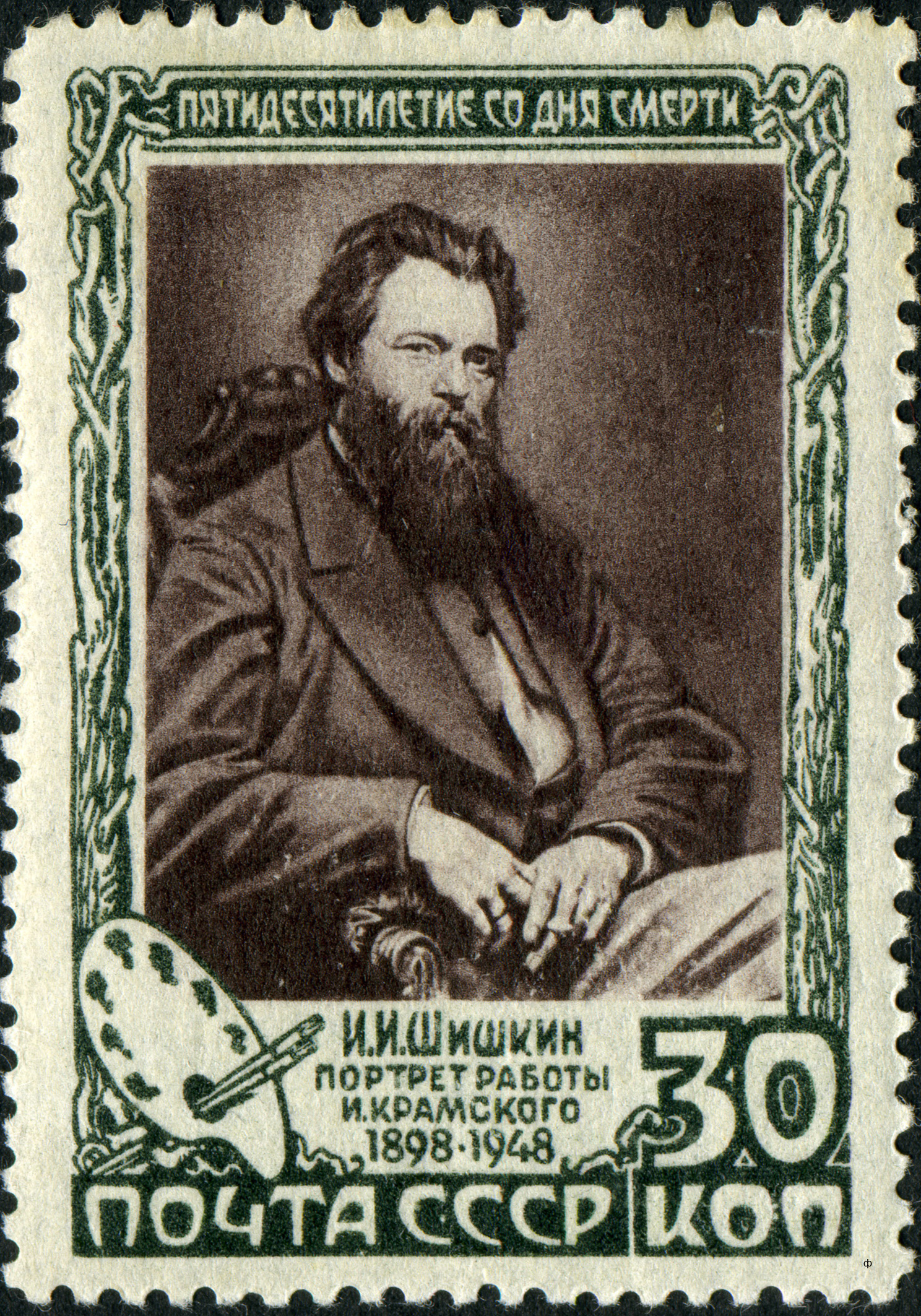
50 лет со дня смерти И. И. Шишкина. И. Н. Крамской. Портрет художника Ивана Шишкина. СССР, 1948 год,  (ЦФА [АО «Марка»] #1264; Mi #1220).
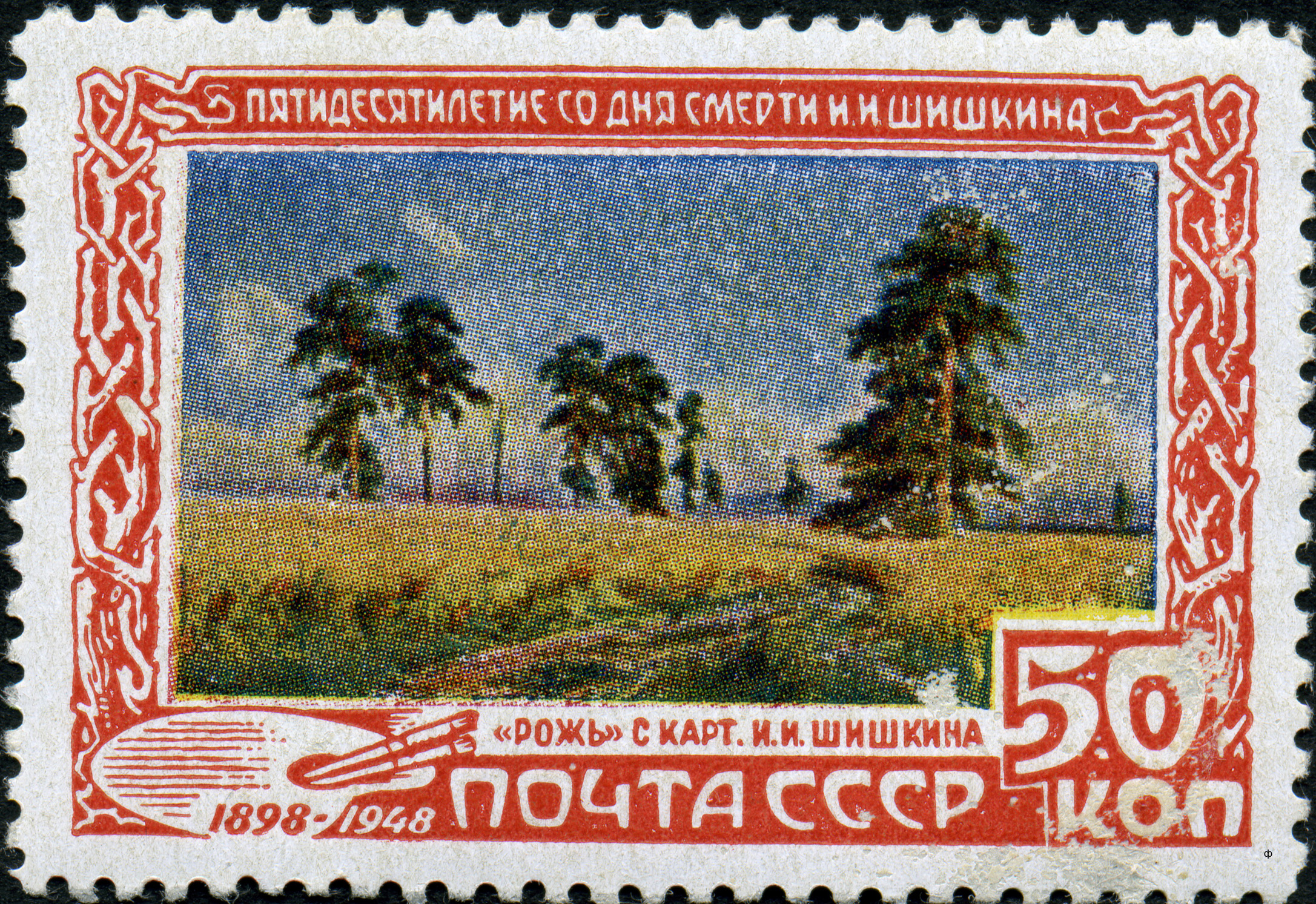
И. И. Шишкин. «Рожь». СССР, 1948 год,  (ЦФА [АО «Марка»] #1265; Mi #1221).
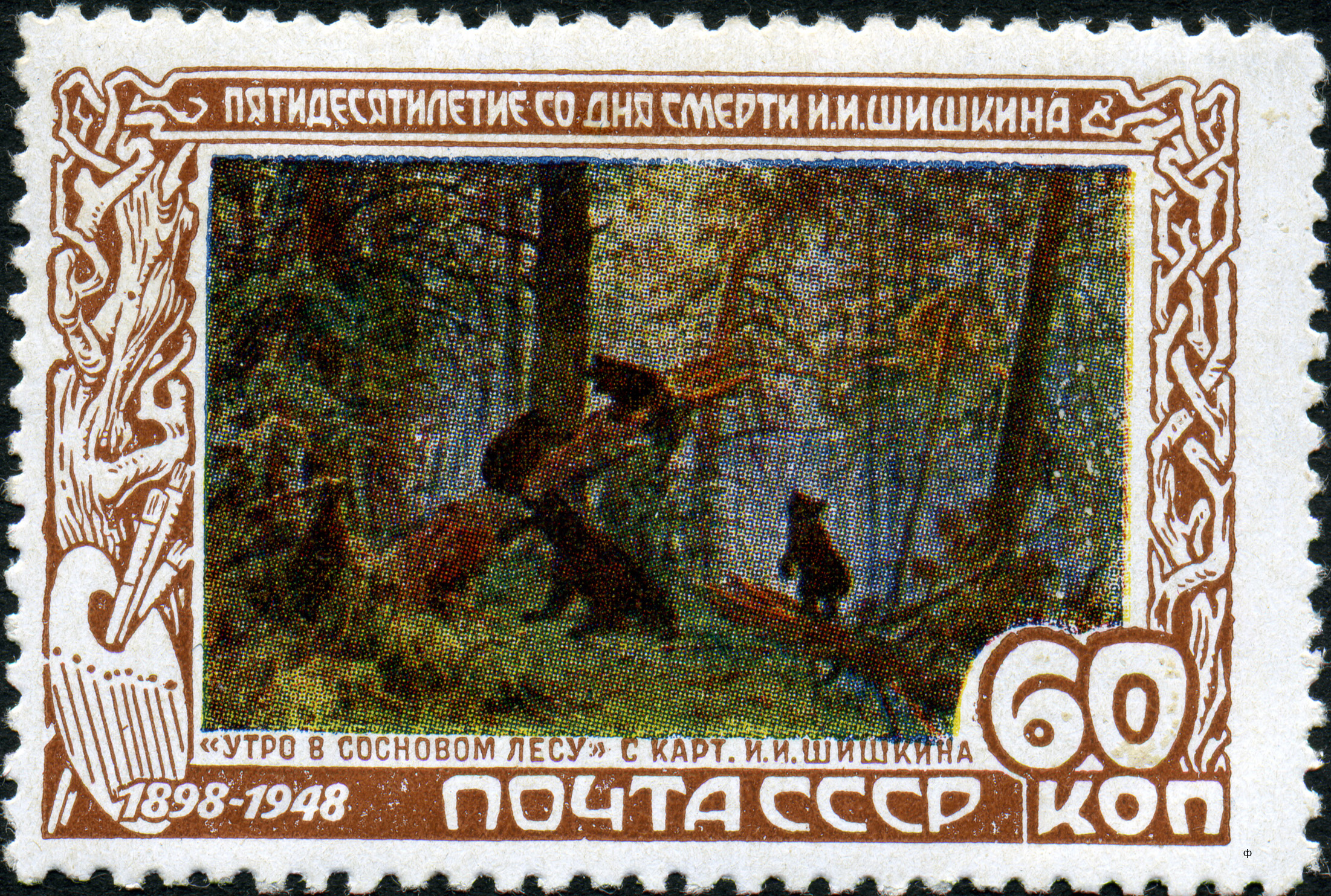
И. И. Шишкин. «Утро в сосновом лесу». СССР, 1948 год,  (ЦФА [АО «Марка»] #1266; Mi #1222).
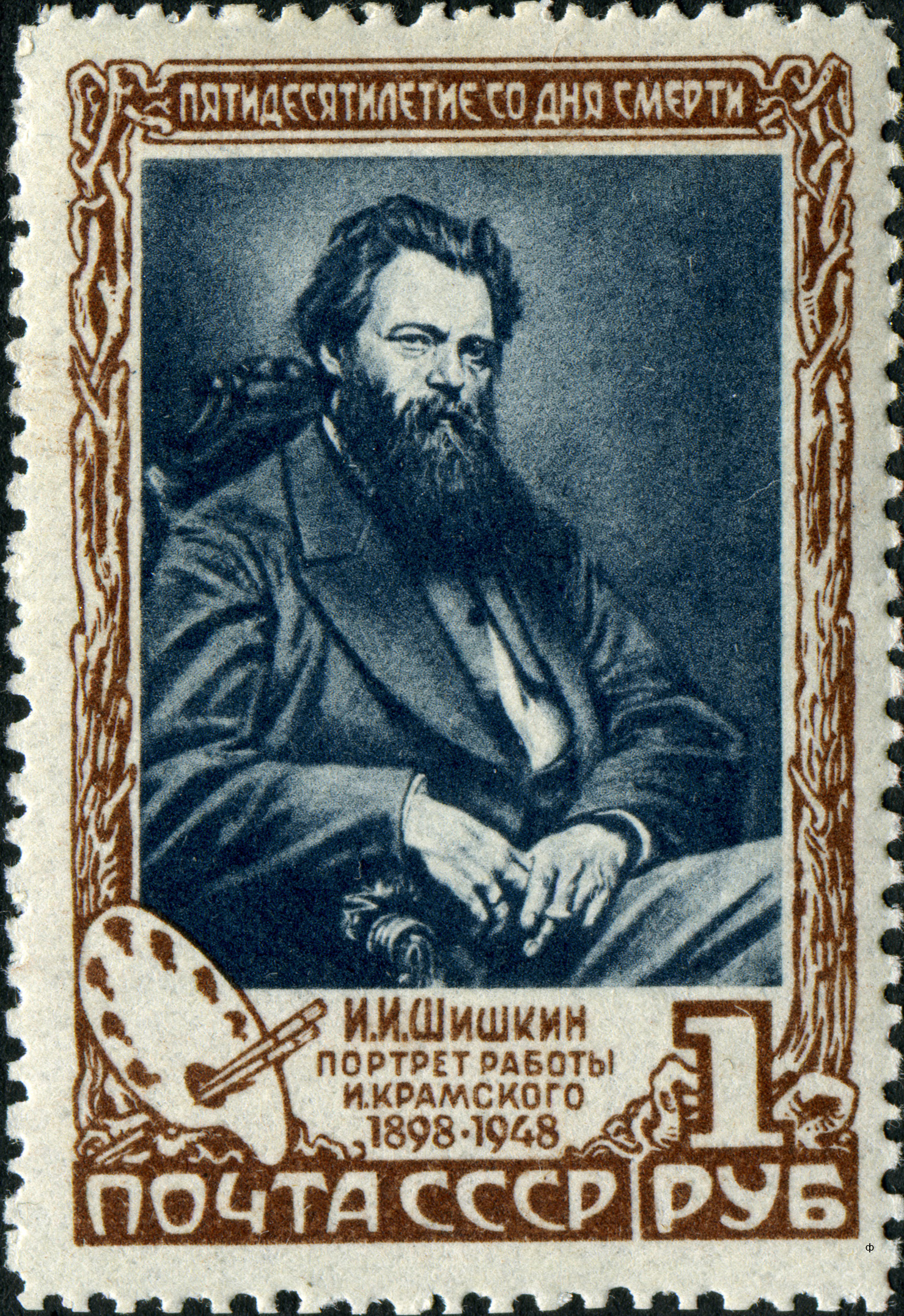
И. Н. Крамской. Портрет художника Ивана Шишкина. СССР, 1948 год,  (ЦФА [АО «Марка»] #1267; Mi #1223).
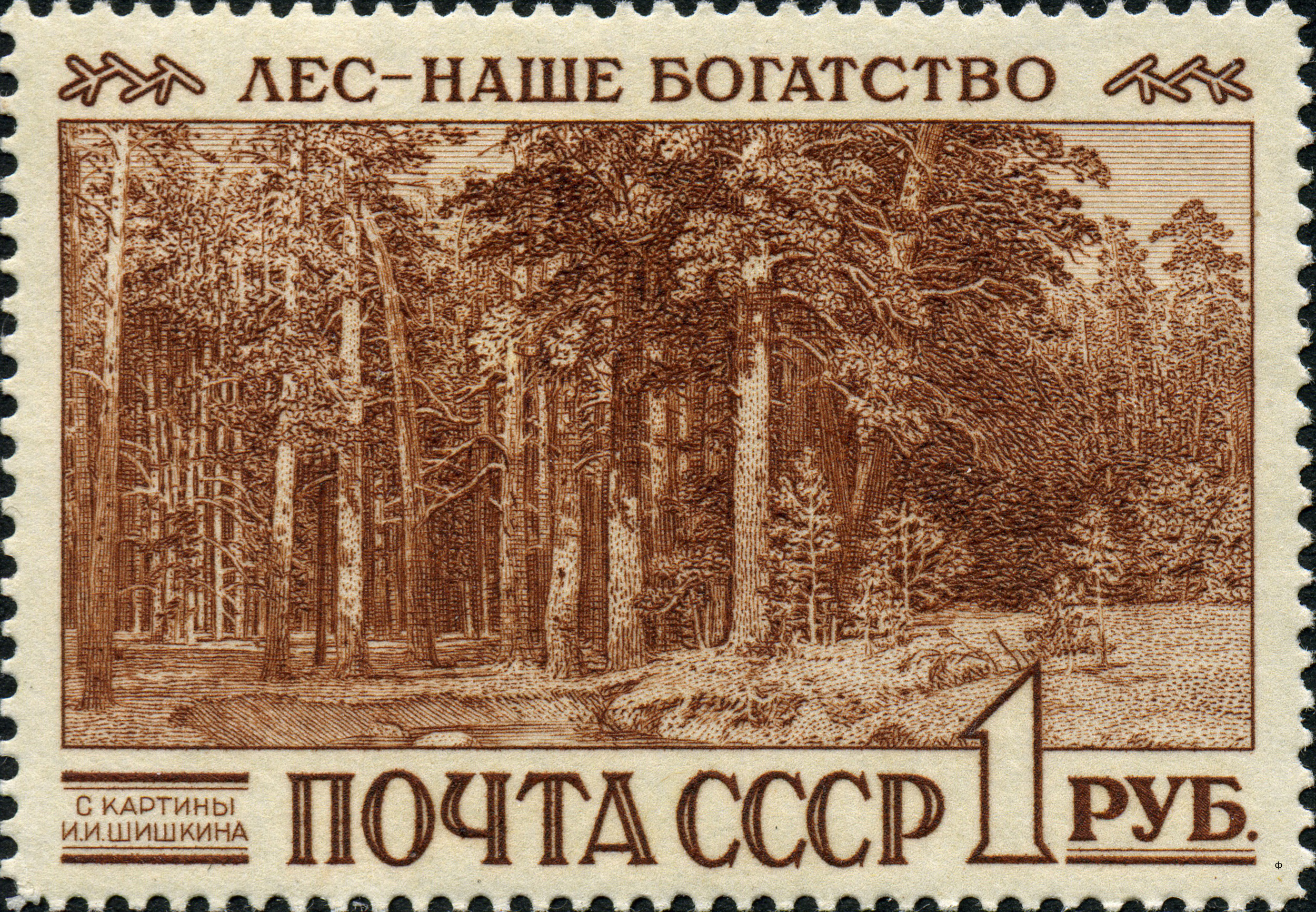
V международный конгресс по охране лесов. Картина И. И. Шишкина «Корабельная роща». СССР, 1960 год,  (ЦФА [АО «Марка»] #2466; Mi #2384).
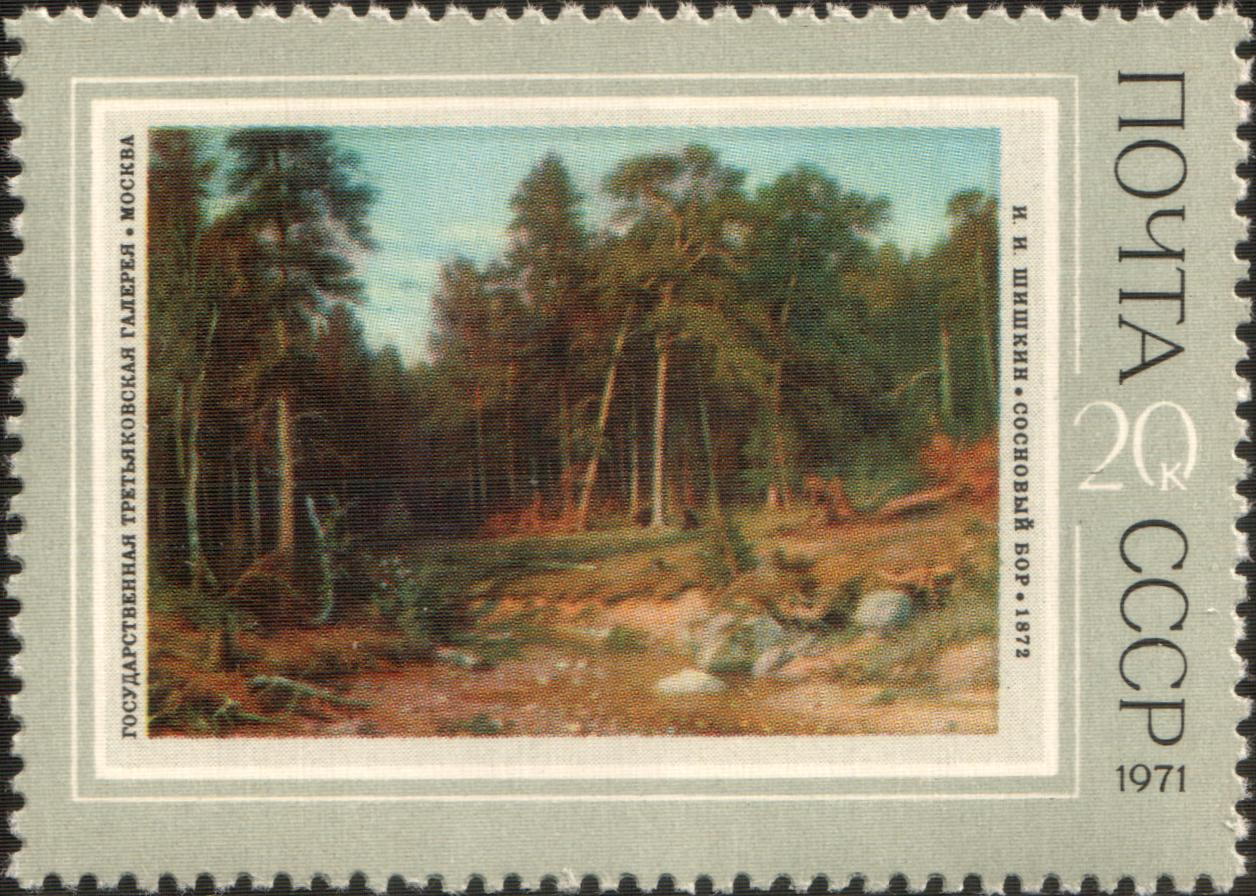
И. И. Шишкин. «Сосновый бор». СССР, 1971 год,  (ЦФА [АО «Марка»] #4058; Mi #3935).
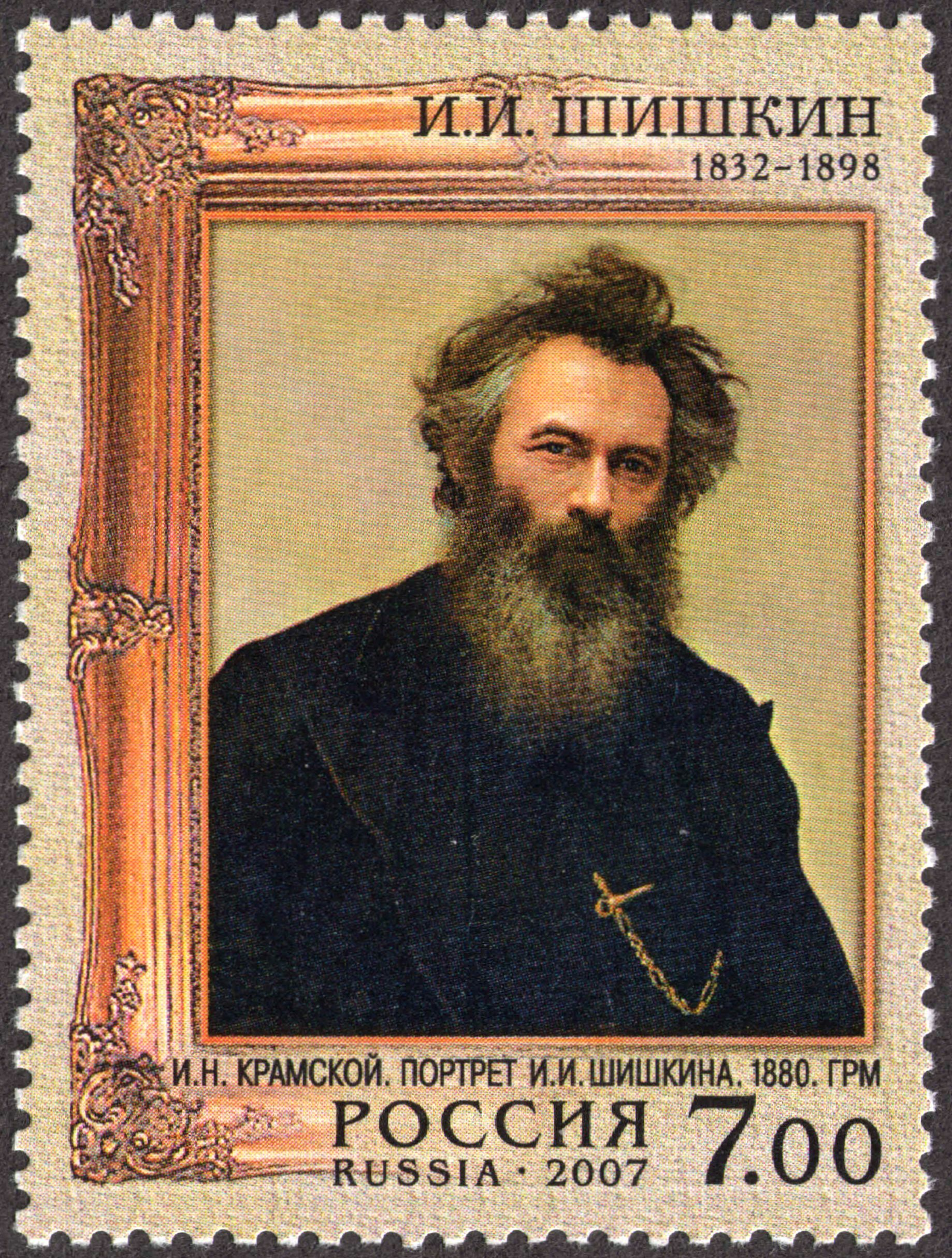
175 лет со дня рождения И. И. Шишкина. И. Н. Крамской. Портрет художника Ивана Шишкина. Россия, 2007 год,  (ЦФА [АО «Марка»] #1160; Mi #1392).
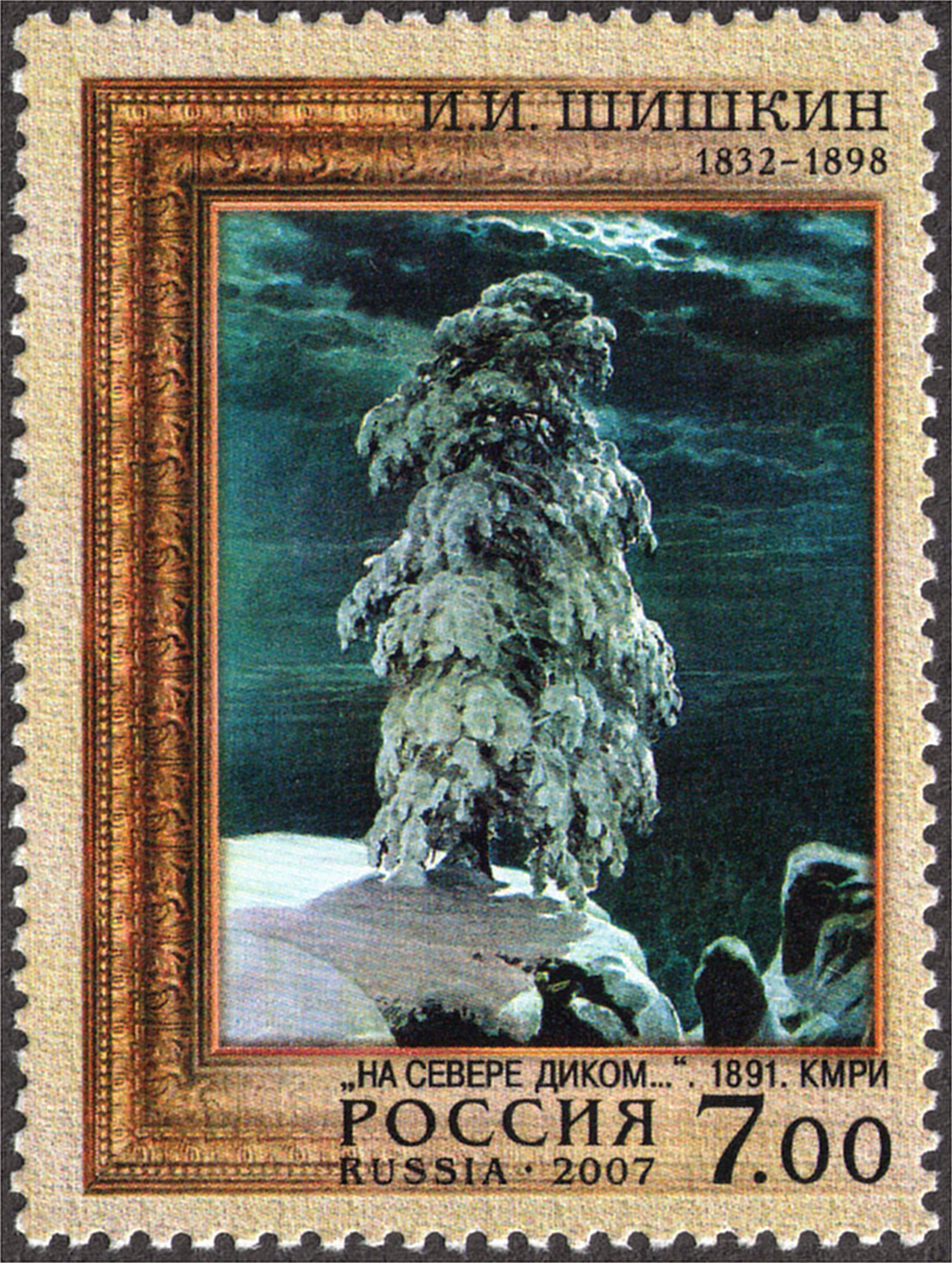
И. И. Шишкин. «На севере диком…» Россия, 2007 год,  (ЦФА [АО «Марка»] #1161; Mi #1393).
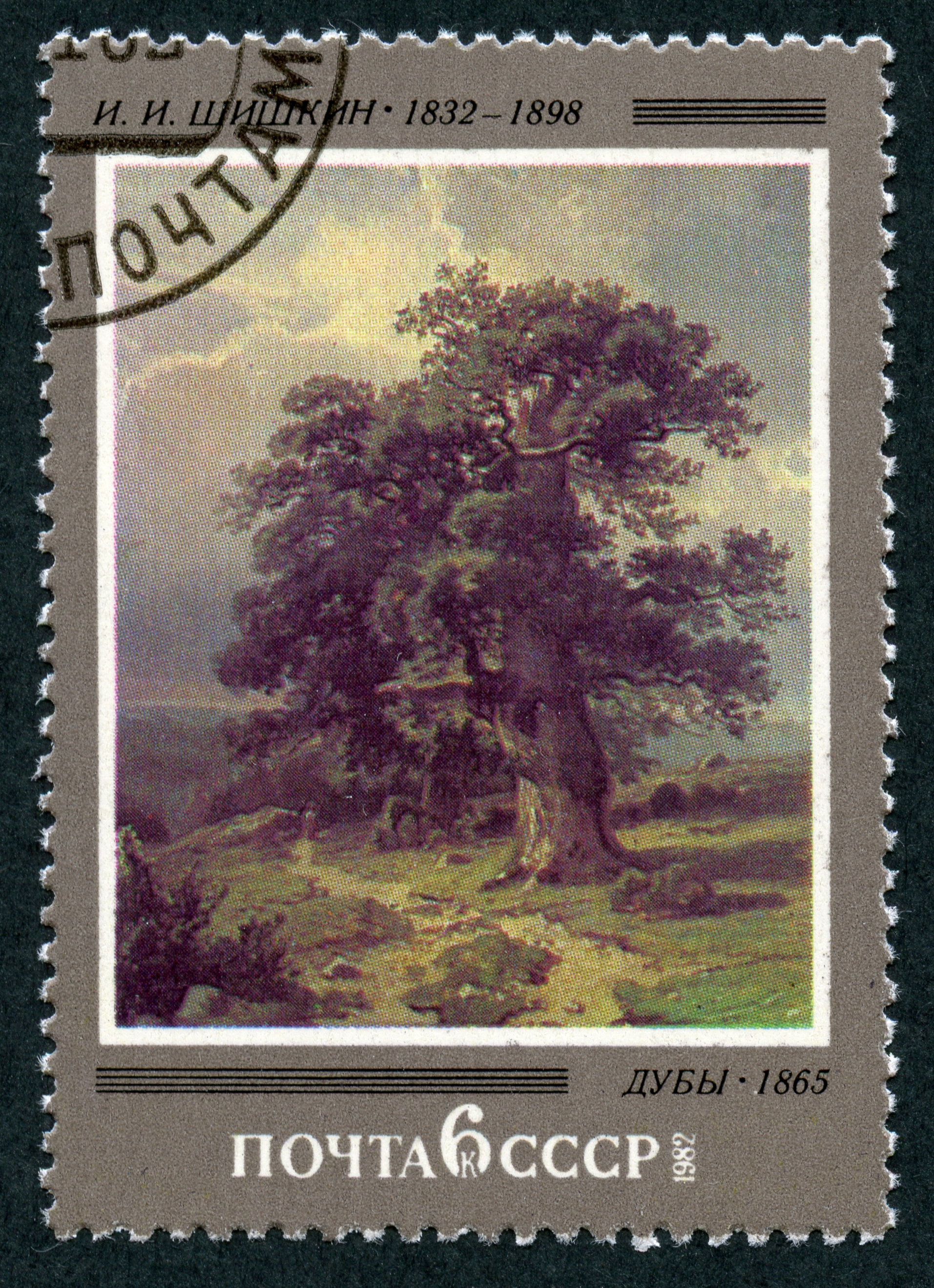
Картина "Дубы"

## Галерея

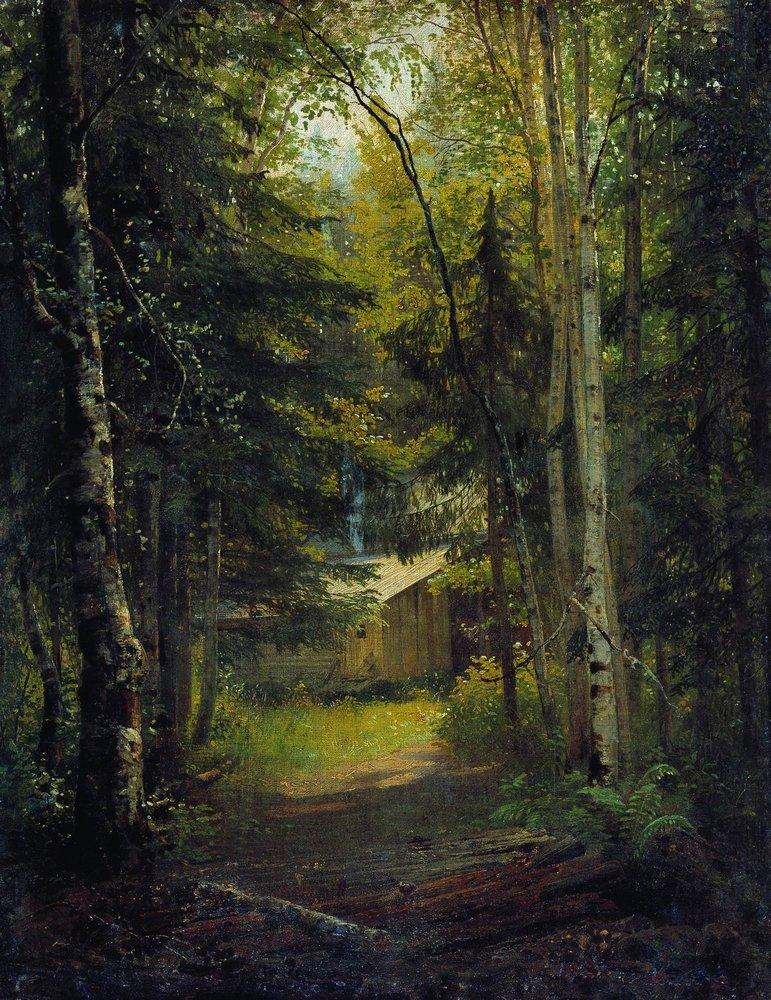
«Сторожка в лесу», 1870
«Берёзовый лес», 1871
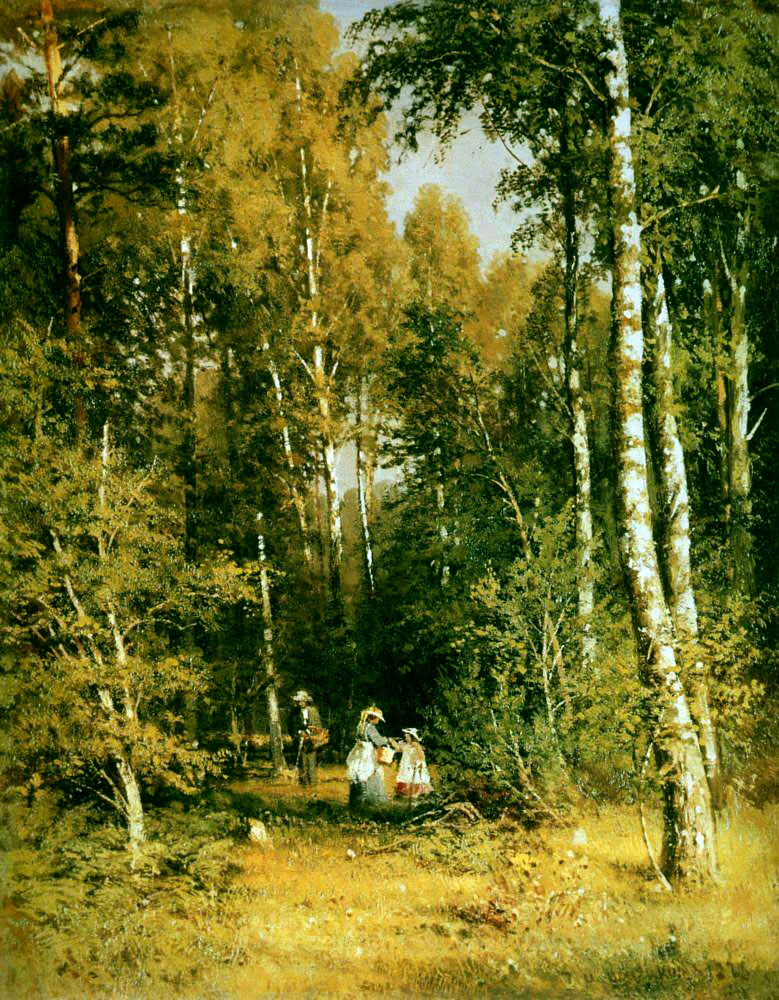
«Берёзовая роща»,
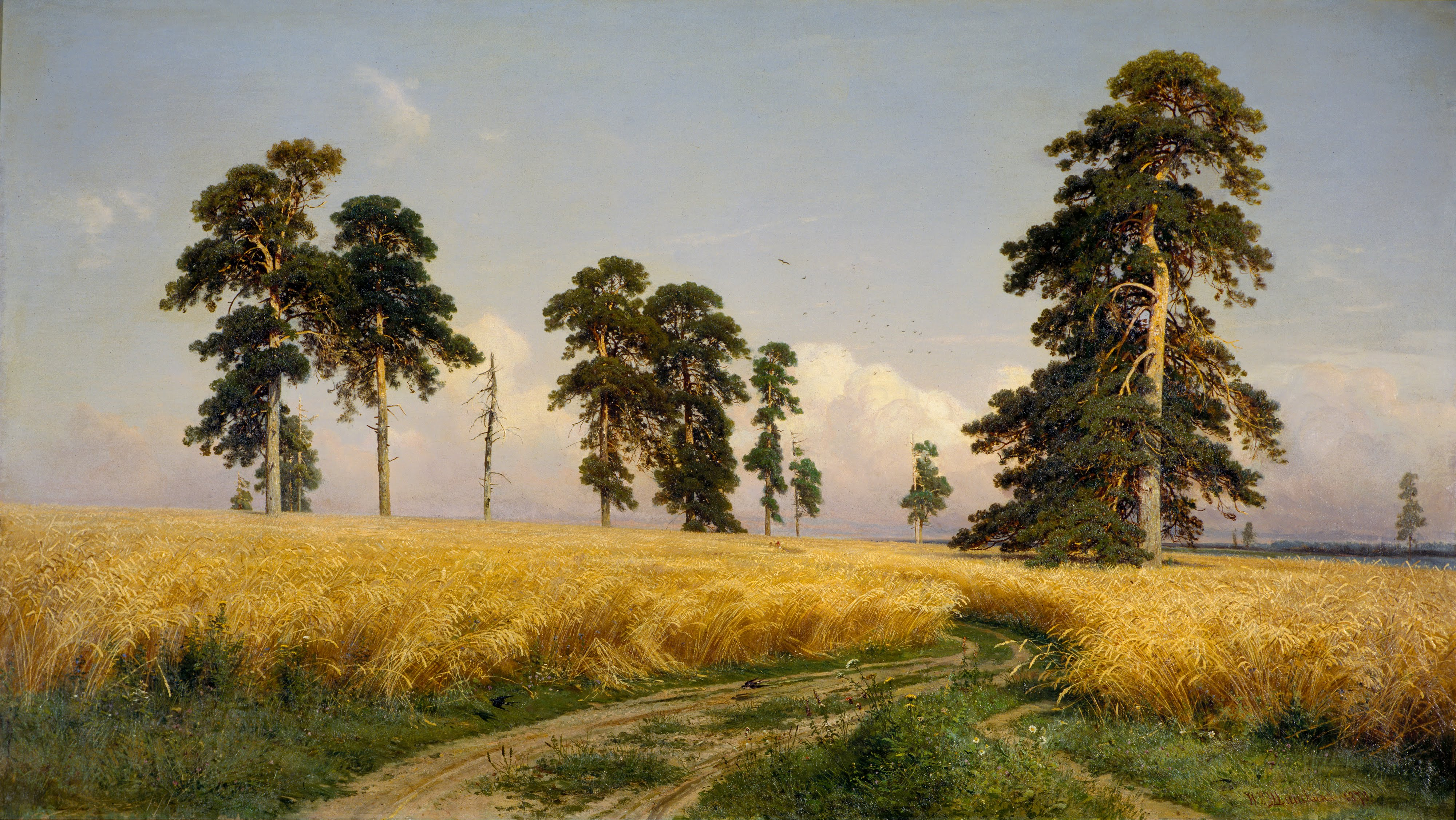
«Рожь», 1878
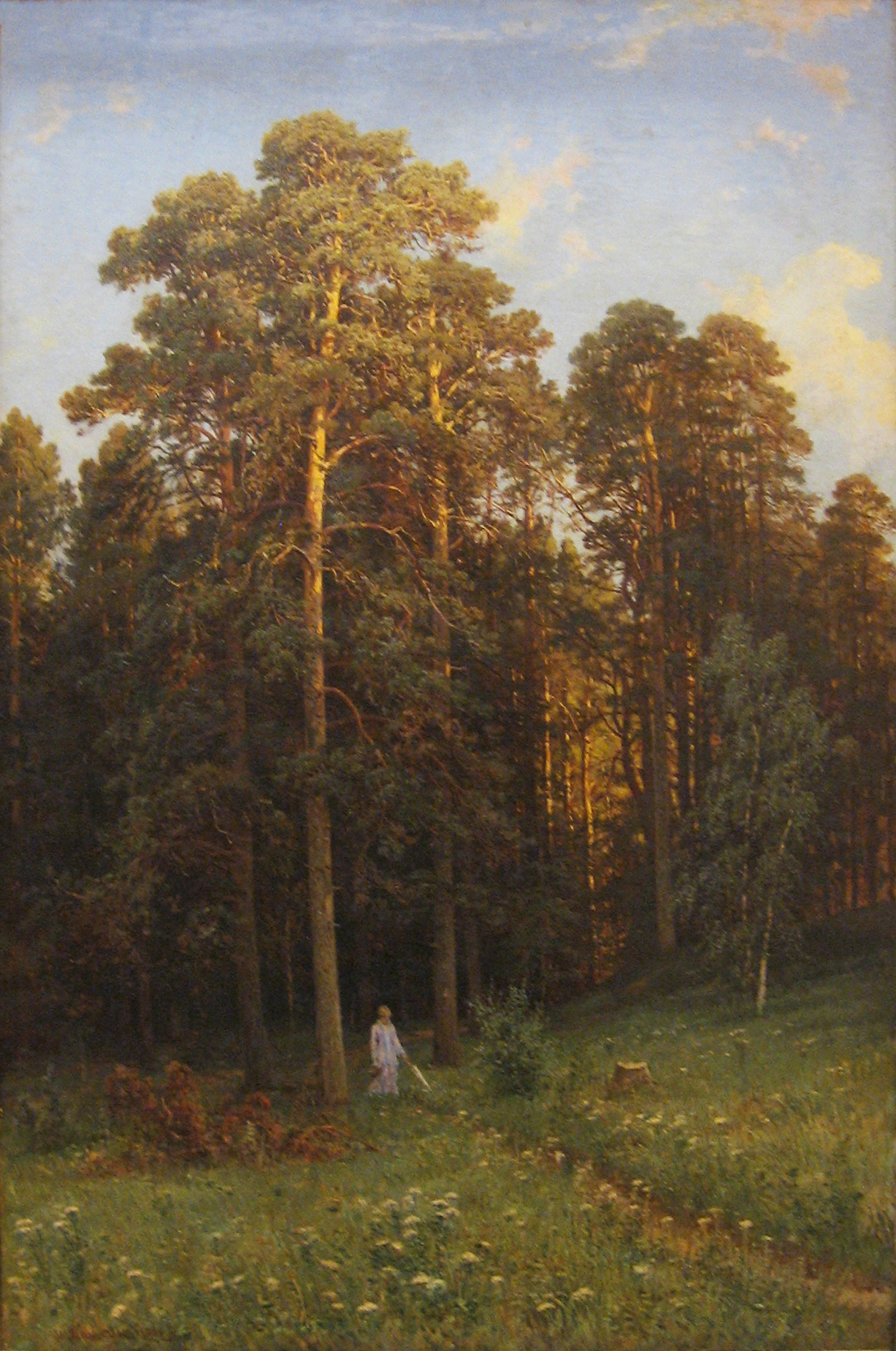
«На опушке соснового леса», 1882, Львовская галерея искусств
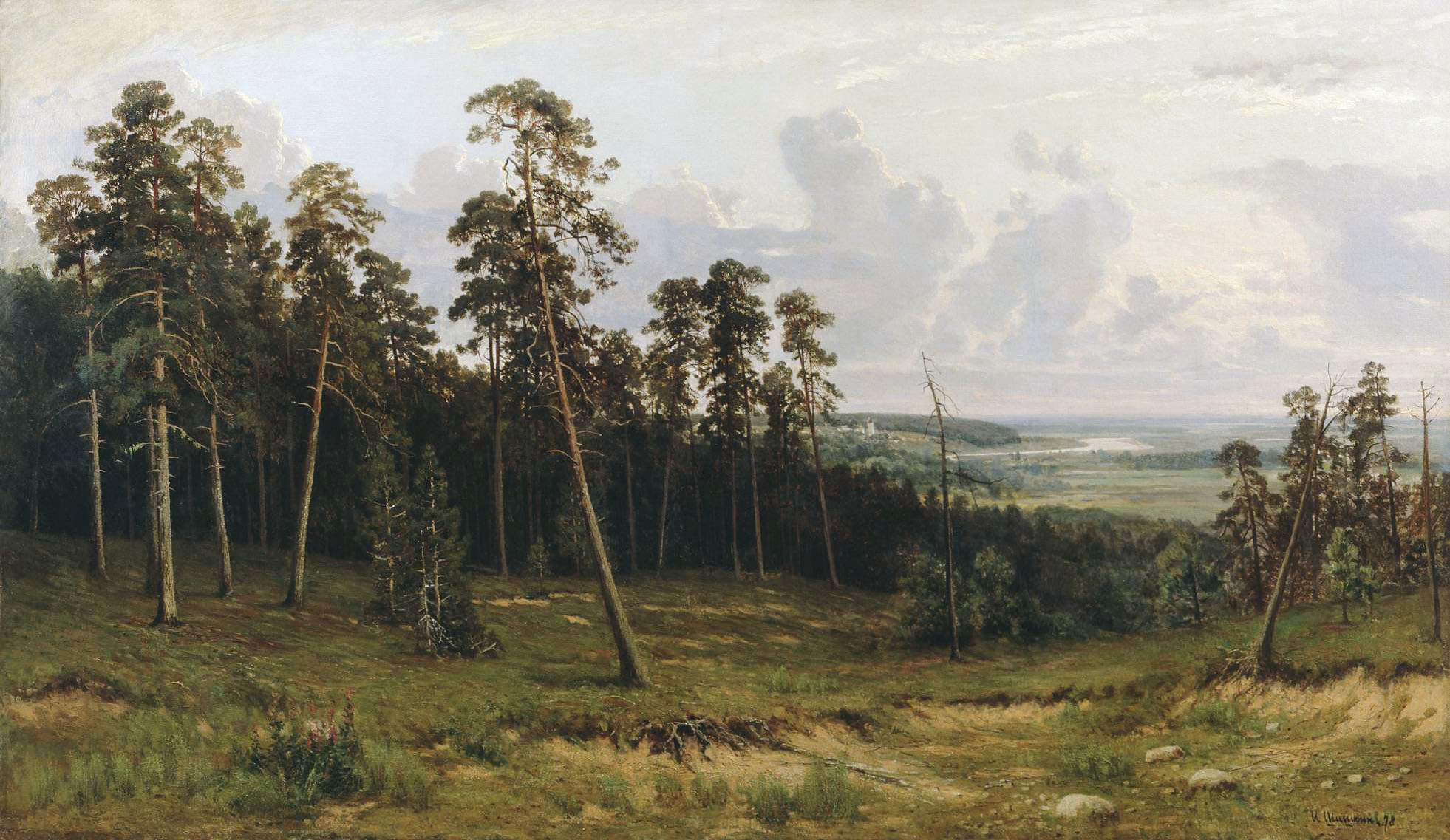
«Опушка леса», 1882
«Вечер», 1882
«Ручей в берёзовом лесу», 1883
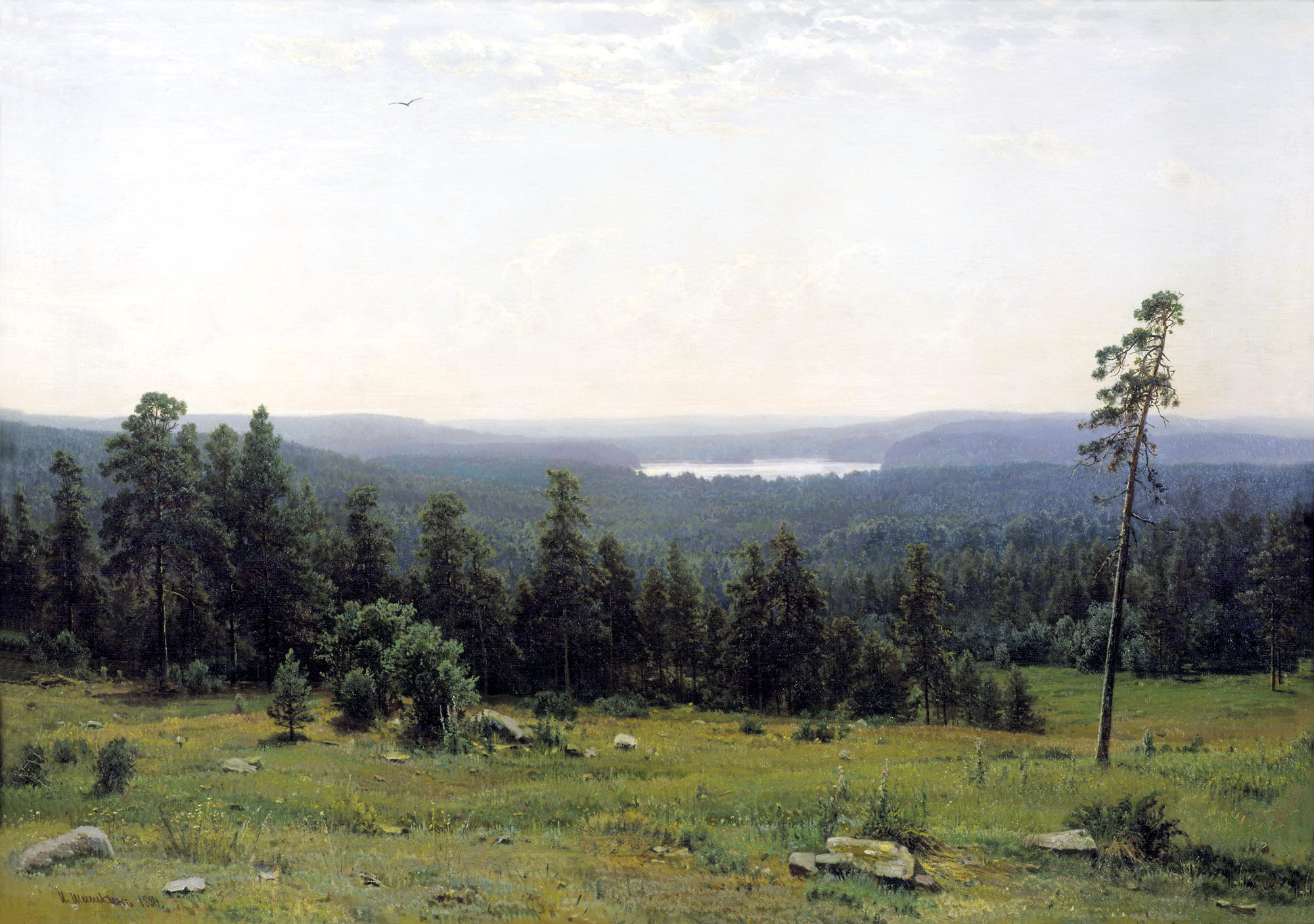
«Лесные дали», 1884
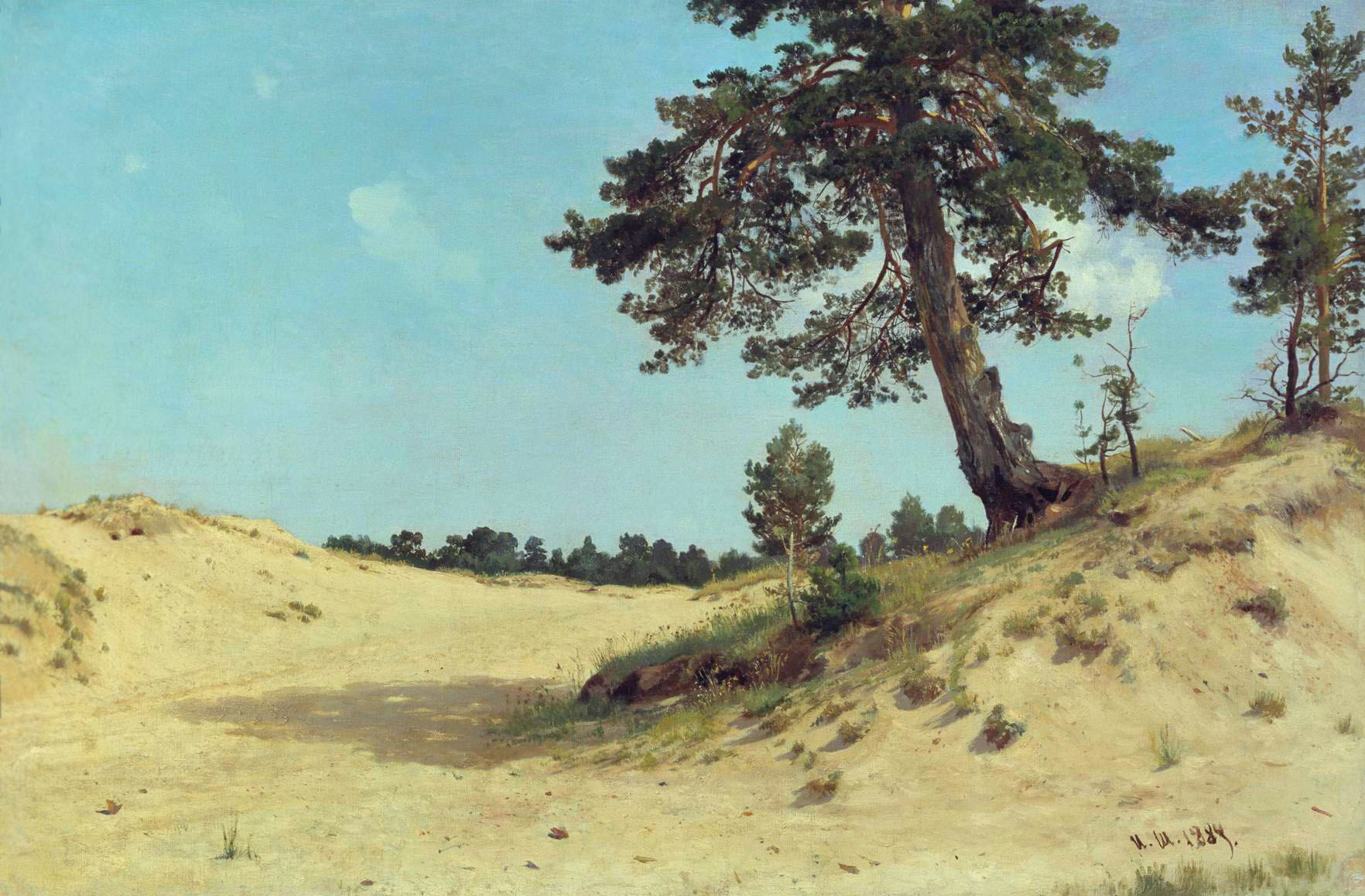
«Сосна на песке», 1884
«Полесье», 1884
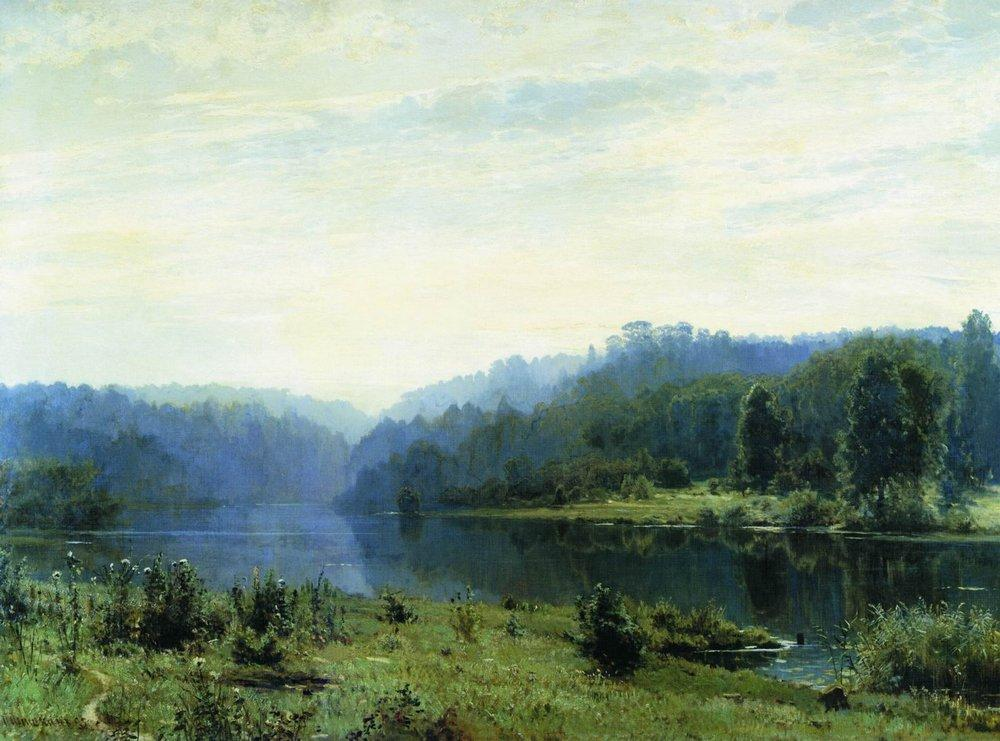
«Туманное утро», 1885
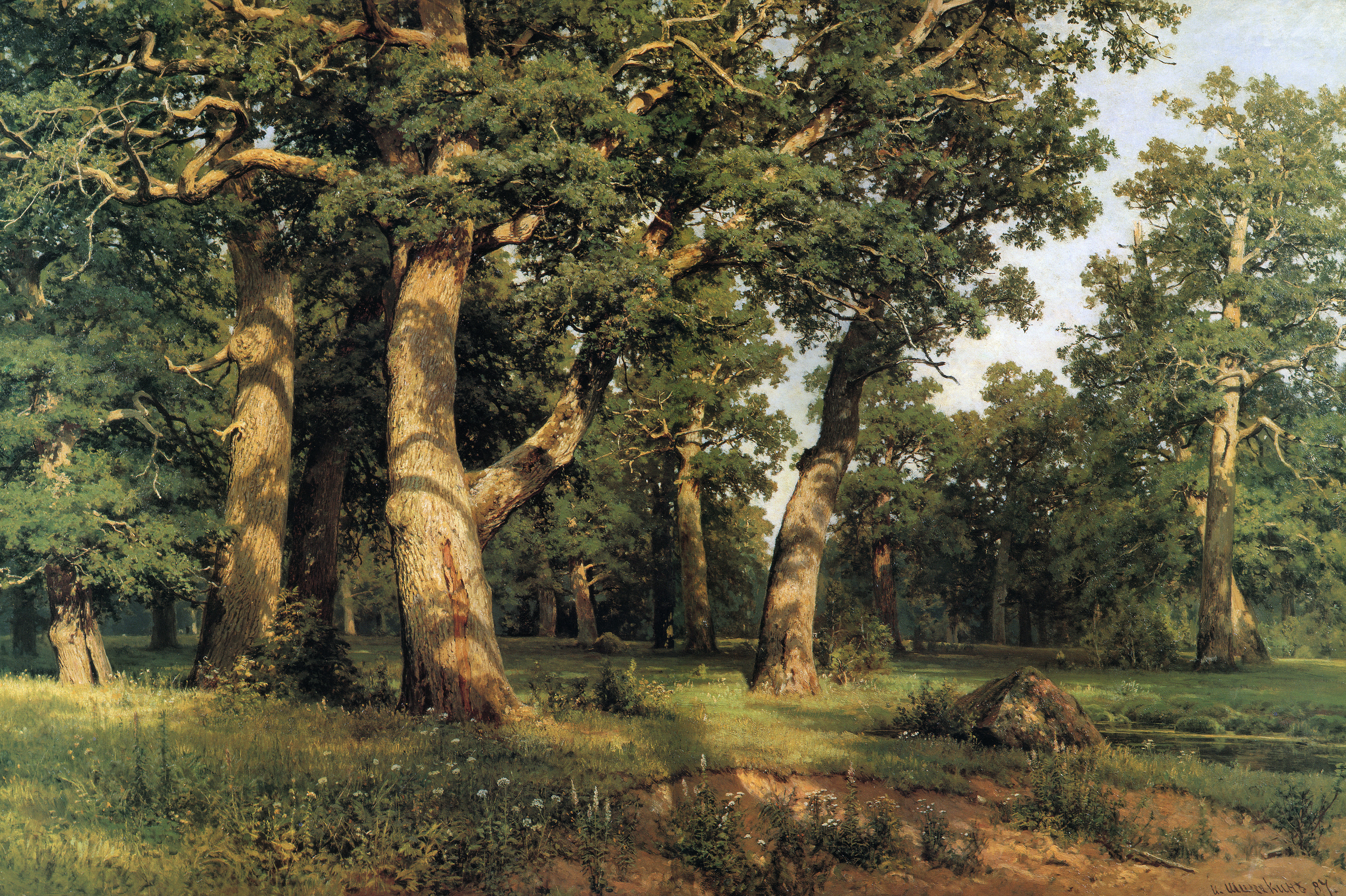
«Дубовая роща», 1887
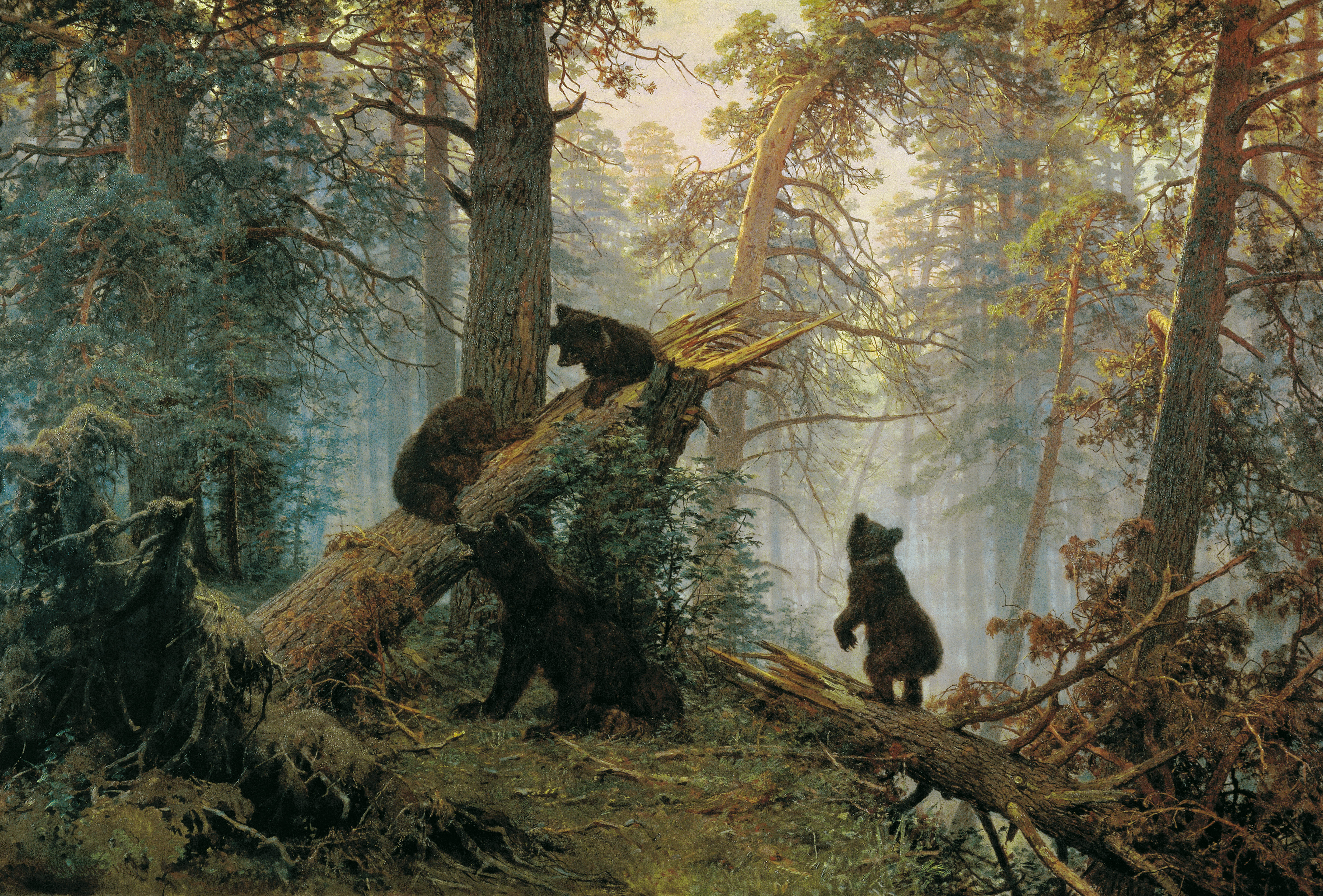
«Утро в сосновом лесу», 1889
«Дождь в дубовом лесу», 1891
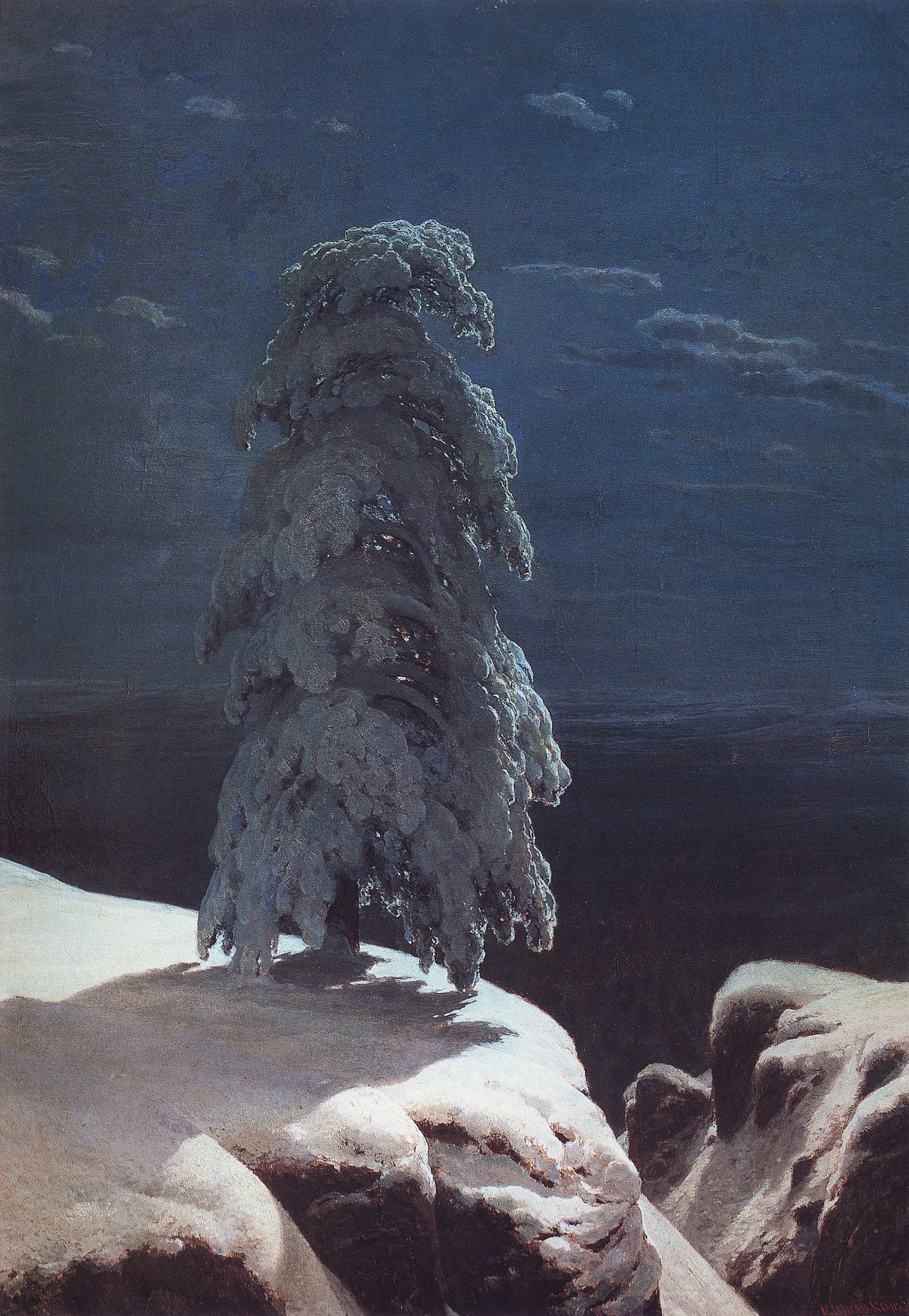
«На севере диком…», 1891
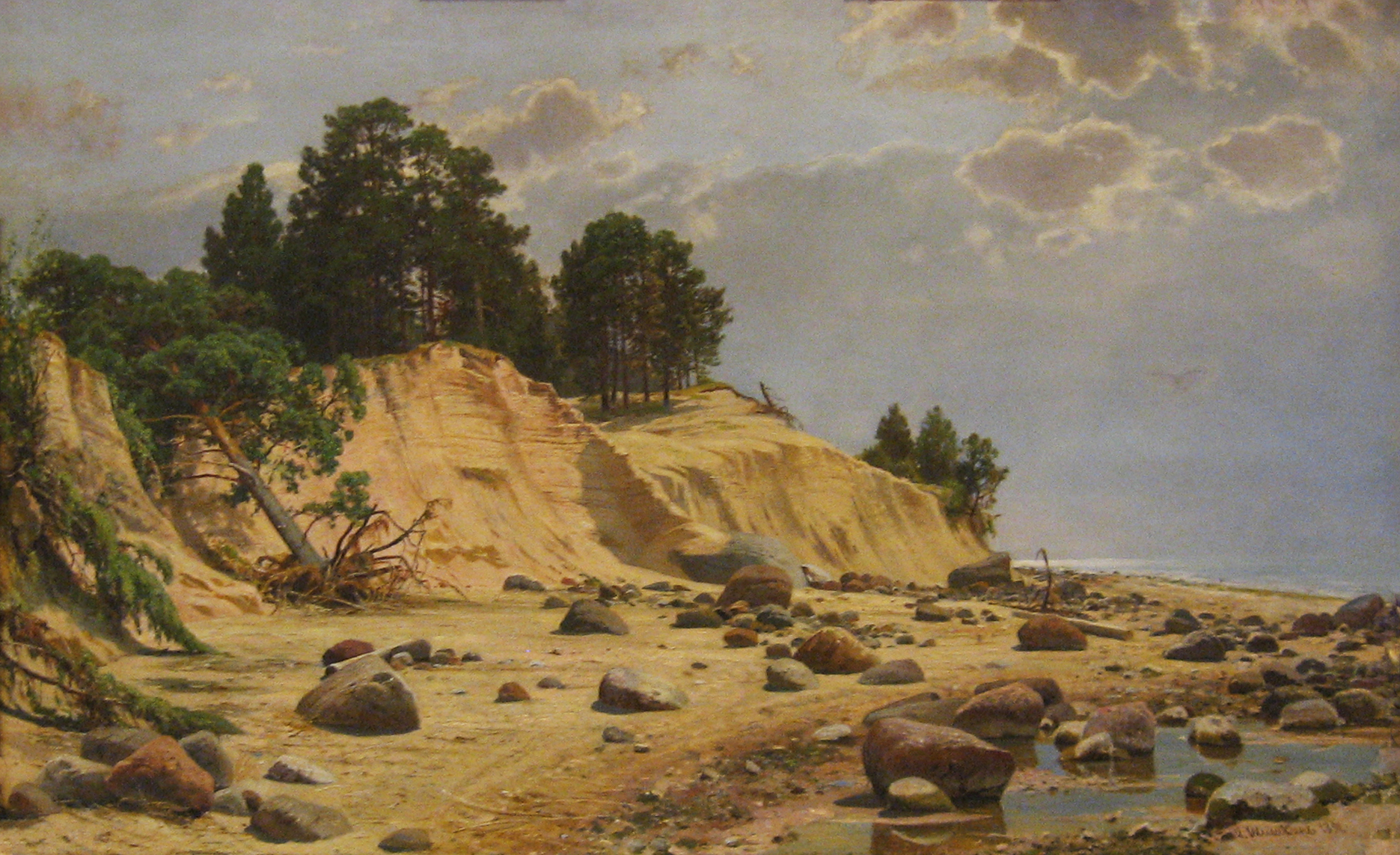
«После шторма в Мери-Хови», 1891
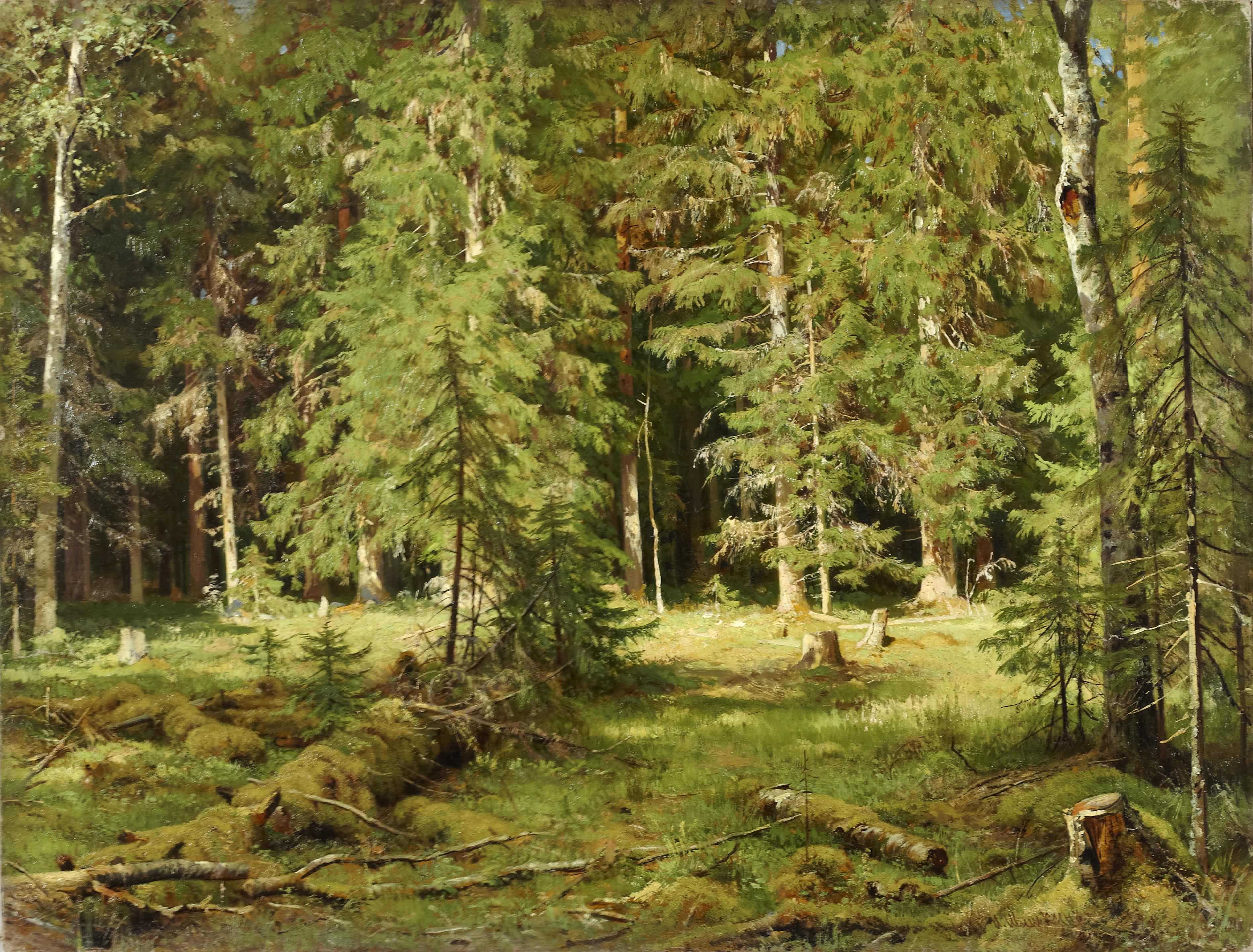
«Лес», 1895

## Комментарии
1. 1 2  Годом рождения И. И. Шишкина считается 1832-й год — на основании записи отца (РГАЛИ. — Ф. 917. — Оп. 1. — Ед. хр. 68. — Л. 22об. по книге Трёхсотлетнее древо Ивана Ивановича Шишкина Архивная копия от 3 апреля 2016 на Wayback Machine). Ряд документов указывают иное: «Энциклопедический словарь Брокгауза и Ефрона» даёт 1831-й; а в метрической книге о втором венчании Шишкина в 1880-м году указано, что 28 сентября 1880 года ему было 45 лет, то есть годом рождения следует считать 1835-й.